# Grecia nella prima guerra mondiale

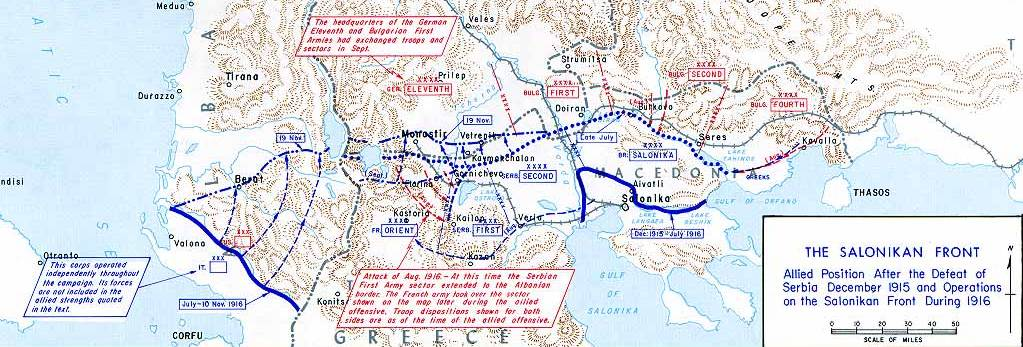
Operazioni al confine tra Grecia e Serbia, 1916.

Allo scoppio della Prima Guerra Mondiale nell'agosto 1914, il Regno di Grecia rimase neutrale. Tuttavia, nell'ottobre 1914, le forze greche occuparono nuovamente l'Epiro Settentrionale, da dove si erano ritirate dopo la fine delle Guerre Balcaniche. Il disaccordo tra il Re Costantino I, che favoriva la neutralità, e il Primo Ministro filo-alleato Eleftherios Venizelos portò allo Scisma Nazionale, la divisione dello Stato tra due governi rivali. Alla fine la Grecia si unì agli Alleati nell'estate del 1917.

## Contesto

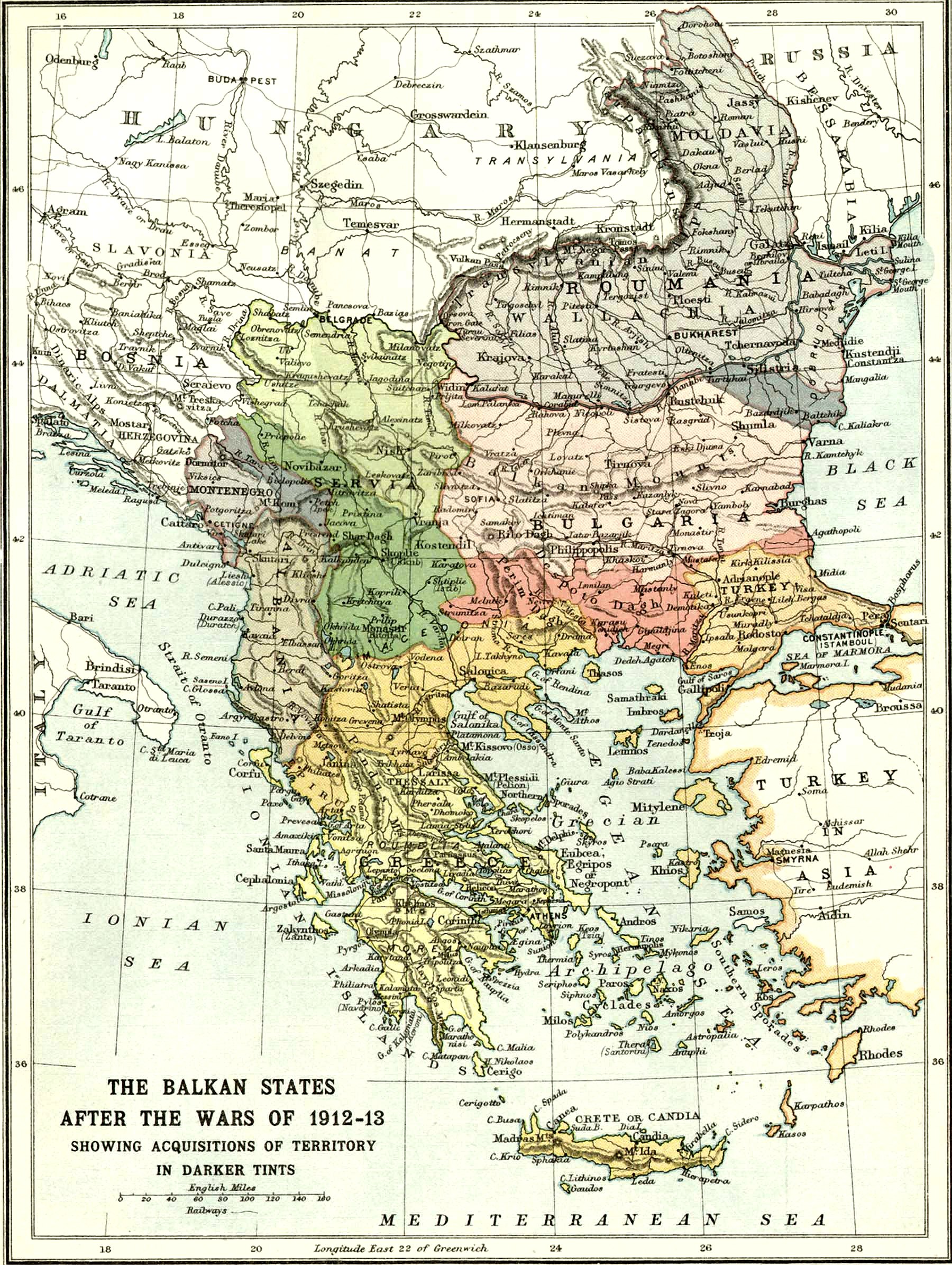
I Balcani dopo le guerre balcaniche

La Grecia era uscita vittoriosa dalle Guerre Balcaniche del 1912-1913 con il suo territorio quasi raddoppiato, ma si trovava in una difficile situazione internazionale. Lo status delle isole dell'Egeo Orientale occupate dai Greci rimase indeterminato e l'Impero ottomano continuò a rivendicarle, portando a una corsa agli armamenti navali e all'espulsione di massa di Greci etnici dall'Anatolia. Nel nord, la Bulgaria, sconfitta nella Seconda Guerra Balcanica, anelava a una rivincita contro Grecia e Serbia.
Grecia e Serbia erano vincolate da un trattato di alleanza, firmato il 1º giugno 1913, che prometteva reciproca assistenza militare in caso di attacco di un paese terzo, con evidente riferimento alla Bulgaria. Tuttavia, nella primavera e nell'estate del 1914, la Grecia si trovò coinvolta in uno scontro con l'Impero ottomano sullo status delle isole dell'Egeo Orientale, che causò il riarmo navale dei due paesi e persecuzioni dell'elemento greci in Asia Minore. L'11 giugno, il Governo greco indirizzò una protesta ufficiale alla Porta, minacciando una rottura dei rapporti diplomatici e finanche la guerra se le persecuzioni non fossero state fermate. Il giorno successivo la Grecia richiese l'assistenza della Serbia in caso di problemi, ma il 16 giugno il Governo serbo rispose che a causa dello sfinimento del paese dopo le Guerre Balcaniche e della posizione ostile di Albania e Bulgaria, la Serbia non poteva impegnarsi in aiuto della Grecia e raccomandò quindi di evitare la guerra. Il 19 giugno 1914 lo Stato Maggiore dell'Esercito Greco, guidato da Ioannis Metaxas, presentò uno studio sulle possibili opzioni militari contro l'Impero ottomano. Ciò mise in luce il fatto che l'unica manovra veramente decisiva, lo sbarco dell'intero Esercito Greco in Asia Minore, era resa inattuabile a causa dell'ostilità della Bulgaria. Metaxas propose invece l'improvvisa occupazione della penisola di Gallipoli senza preventiva dichiarazione di guerra, insieme allo sgombero dei Dardanelli e all'occupazione di Costantinopoli, in modo da costringere gli Ottomani a negoziare. Il giorno precedente, tuttavia, il Governo ottomano aveva sollecitato colloqui congiunti e la tensione si era allentata abbastanza da permettere al Primo Ministro greco Eleftherios Venizelos e al Gran Visir ottomano, Said Halim Pasha, di incontrarsi a Bruxelles a luglio.
Il conflitto previsto sarebbe emerso da tutt'altra parte, vale a dire, con l'assassinio dell'Arciduca Francesco Ferdinando a Sarajevo, il 28 giugno 1914, che portò alla dichiarazione di guerra dell'Austria-Ungheria alla Serbia e allo scoppio della Prima Guerra Mondiale un mese dopo, il 28 luglio.

## Tra guerra e neutralità: agosto 1914 - agosto 1915

### Considerazioni politiche: Venizelos e Re Costantino
Di fronte alla prospettiva di una guerra austro-serba inizialmente localizzata, la leadership greca fu unanime sul fatto che il paese sarebbe rimasto neutrale nonostante i termini di mutua assistenza previsti dall'alleanza con la Serbia. La Grecia era pronta a entrare nel conflitto solo nel caso di un intervento bulgaro, ciò che avrebbe compromesso l'intero equilibrio di potere nei Balcani. Inoltre, poiché divenne presto evidente che il conflitto non sarebbe rimasto localizzato ad Austria-Ungheria e Serbia, ma si sarebbe esteso a una guerra europea generale, ogni precedente considerazione da parte dei paesi balcanici fu capovolta. Questo fu in particolare il caso di Grecia e Romania: entrambe avevano interesse a mantenere il favorevole status quo nei Balcani, ma per considerazioni di fatto divergenti. Così, una volta che la Romania dichiarò la propria neutralità e si rifiutò di assumere qualsiasi impegno in caso di attacco bulgaro alla Serbia, la Grecia non poté più contare sull'assistenza romena contro la Bulgaria o gli Ottomani e fu, secondo Venizelos, di fatto lasciata diplomaticamente isolata nella regione.
La leadership politica greca era inoltre divisa nelle opinioni sul probabile esito della guerra e quindi sulla politica più appropriata da seguire con le coalizioni belligeranti. Il Primo Ministro Venizelos credeva che anche se la Germania e i suoi alleati negli Imperi Centrali avessero prevalso nell'Europa Centrale, la Gran Bretagna, con la sua potenza navale, avrebbe predominato almeno nel Vicino Oriente, dove si trovavano gli interessi della Grecia. Venizelos riteneva anche che i due principali rivali della Grecia, la Bulgaria e l'Impero ottomano, si sarebbero potuti unire agli Imperi Centrali poiché i loro interessi erano allineati a quelli della Germania. Il conflitto con gli Ottomani sulle isole dell'Egeo Orientale, o i massacri di popolazioni greche, in particolare nell'Impero ottomano, erano freschi nella sua mente. Inoltre, poiché gli Ottomani si stavano chiaramente orientando verso il campo tedesco, non si doveva perdere l'opportunità di un'azione congiunta con le potenze alleate contro di loro. Se per il momento Venizelos era pronto a rimanere neutrale come migliore linea d'azione da seguire, il suo obiettivo finale era quello di entrare in guerra a fianco degli Alleati se la Bulgaria avesse attaccato la Serbia o se gli Alleati stessi avessero presentato proposte soddisfacenti le pretese greche.
Il Re Costantino I d'altra parte, sostenuto dal Ministro degli Esteri Georgios Streit e dallo Stato Maggiore, era convinto dell'eventuale trionfo della Germania e simpatizzava inoltre per il sistema politico militarista tedesco. Poiché la Grecia era molto vulnerabile all'azione delle flotte alleate e quindi le era di fatto preclusa la possibilità di schierarsi apertamente con gli Imperi Centrali, Costantino e i suoi sostenitori propendevano per una neutralità ferma e "permanente". Il pensiero di Streit, il principale consigliere politico del Re in materia, fu influenzato dal timore dei possibili effetti del panslavismo (in primo luogo in Bulgaria, che rappresentava peraltro le mire della Russia) contro cui la Germania avrebbe combattuto, nonché dalla sua convinzione che il tradizionale equilibrio di potere europeo non sarebbe stato sconvolto dalla guerra, lasciando poco spazio a conquiste territoriali da parte della Grecia in caso di una sua partecipazione al conflitto. In particolare, e in contrasto con Venizelos, Streit credeva che, anche se avessero vinto, gli Alleati avrebbero rispettato l'integrità territoriale sia dell'Austria-Ungheria che dell'Impero ottomano.
Inoltre, il Re e i suoi consiglieri militari consideravano l'esercito tedesco potenzialmente invincibile, mentre le loro differenze di vedute con Venizelos mettevano in luce divergenze ideologiche assai più profonde anche nella società greca: Venizelos rappresentava l'idea di democrazia parlamentare liberale della classe media emersa dopo il 1909, mentre il Re e i suoi sostenitori rappresentavano le élite tradizionali. Costantino fu profondamente impressionato dal militarismo tedesco, Streit fu uno dei principali sostenitori delle idee monarchiche e conservatrici, mentre l'influente Capo di Stato Maggiore Metaxàs, che nel 1936-1941 avrebbe poi presieduto a un regime autoritario di tendenza fascista, aveva idee ultranazionaliste.
Tale disaccordo divenne evidente già il 6 agosto 1914, quando Streit si scontrò con Venizelos e presentò le proprie dimissioni. Venizelos si rifiutò di accettarle per evitare una crisi politica, mentre il Re esortò anche Streit a ritrattarle, per il timore che la sua sostituzione avrebbe consentito a Venizelos di spingere ulteriormente il Governo verso gli Alleati. Così, quando il 25 luglio il Governo serbo chiese l'aiuto della Grecia secondo i termini della loro alleanza, Venizelos rispose, il 2 agosto, che la Grecia sarebbe rimasta neutrale. Il Primo Ministro greco sostenne che un'importante clausola dell'accordo di alleanza era stata resa inattuabile: la Serbia si era impegnata a fornire 150.000 soldati nell'area di Gevgelija per difendersi da un attacco bulgaro. Inoltre, se la Grecia avesse inviato il suo esercito a combattere gli Austriaci lungo il Danubio, ciò avrebbe avuto l'unico effetto di provocare un attacco bulgaro contro entrambi i paesi, che non disponevano di forze sufficienti per opporvisi. D'altra parte, Venizelos e il Re Costantino erano d'accordo quando il 27 luglio respinsero la richiesta tedesca perché la Grecia si unisse agli Imperi Centrali.

### Primi negoziati tra la Grecia e gli Alleati
Già il 7 agosto 1914 Venizelos sondava però gli Alleati, presentando una proposta di blocco balcanico contro l'Austria-Ungheria, con ampie concessioni territoriali e scambi tra gli Stati balcanici. Il piano non sortì risultati apprezzabili, principalmente a causa del coinvolgimento russo negli affari di Bulgaria e Serbia, ma segnalava che Venizelos era pronto ad abbandonare lo status quo territoriale purché gli interessi greci venissero salvaguardati. Il 14 agosto Venizelos presentò una richiesta a Gran Bretagna, Francia e Russia perché chiarissero la posizione che avrebbero assunto nei confronti della Grecia qualora quest'ultima avesse aiutato la Serbia contro la Bulgaria e ll'Impero ottomano. Questa fu seguita il 18 agosto da un'offerta formale di alleanza. L'iniziativa diplomatica di Venizelos contrastava con le intenzioni degli Alleati, che all'epoca erano focalizzate sull'invogliare la Bulgaria ad unirsi alla loro causa, offrendo anche concessioni territoriali a spese di Serbia, Romania e Grecia. Da parte sua Venizelos tentò di contrastare tali disegni alleati minacciando i governi alleati di presntare le proprie dimissioni, un'eventualità che apriva la prospettiva di un governo filo-tedesco ad Atene. La Russia, che premeva per ulteriori concessioni alla Bulgaria, considerava più attuabili i propri interessi geopolitici se la Grecia fosse rimasta neutrale. Inoltre un'entrata in guerra della Grecia a fianco degli Alleati avrebbe potuto anche accelerare l'azione degli Ottomani in favore degli Imperi Centrali, prospettiva che destava particolare preoccupazione negli Inglesi, che temevano l'impatto negativo sui milioni di sudditi coloniali musulmani dell'Impero Britannico della discesa in campo del Califfo, il Sultano ottomano, contro la Gran Bretagna. Di conseguenza, solo la Gran Bretagna rispose all'offerta di alleanza di Venizelos, nel senso che, finché gli Ottomani fossero rimasti neutrali, la Grecia avrebbe dovuto fare lo stesso, mentre se ll'Impero ottomano fosse entrato in guerra, allora la Grecia sarebbe stata la benvenuta come alleata.
Queste iniziative acuirono la frattura tra Venizelos e il partito del Re, dato che il Primo Ministro prevedeva un attacco bulgaro alla Serbia o come membro degli Imperi Centrali o in maniera indipendente, cosa che avrebbe leso gli interessi greci, rendendo l'entrata della Grecia dalla parte degli Alleati solo una questione di tempo. Per il Re e i suoi consiglieri, tuttavia, doveva essere evitata qualsiasi azione ostile alla Germania, inclusa l'opposizione a un eventuale attacco bulgaro alla Serbia, se ciò fosse stato fatto in alleanza con la Germania. Re Costantino e Streit presero in considerazione l'idea di estromettere il Primo Ministro, ma esitarono a farlo data la notevole maggioranza parlamentare su cui contava Venizelos; al contrario, il 18 agosto, lo stesso giorno in cui Venizelos presentò le sue proposte agli Alleati, Streit si dimise.
All'inizio di settembre i negoziati in corso tra Grecia e Impero ottomano furono interrotti, poiché gli Ottomani si disposero ulteriormente verso l'entrata in guerra, nonostante Berlino li esortasse ad astenersi da azioni che avrebbero potuto spingere la Grecia nel campo alleato. Allo stesso tempo la Gran Bretagna suggerì colloqui su un possibile attacco congiunto all'Impero ottomano nei Dardanelli. Il suggerimento fu rapidamente accantonato, perché gli Alleati continuavano a insistere sulle concessioni alla Bulgaria, ma causò nondimeno una grave crisi tra Venizelos e il Re, che rifiutò di accettare di partecipare a un attacco alleato contro gli Ottomani a meno che l'Impero ottomano non avesse attaccato per primo. Il 7 settembre Venizelos presentò le proprie dimissioni, insieme a un memorandum che delineava le sue considerazioni geopolitiche, ma il Re, considerando la popolarità e il sostegno parlamentare del suo Primo Ministro, le respinse.
Il 2 dicembre la Serbia reiterò alla Grecia la sua richiesta di assistenza, sostenuta dai governi alleati. Venizelos chiese a Metaxàs una valutazione della situazione da parte dello Stato Maggiore dell'Esercito e questo rilevò che, senza un'entrata simultanea della Romania in guerra dalla parte degli Alleati, la posizione della Grecia si sarebbe rivelata troppo rischiosa. A seguito del fermo rifiuto della Romania di essere coinvolta nel conflitto in questo momento, la proposta si rese perciò inattuabile.
Il 24 gennaio 1915, gli inglesi offrirono alla Grecia "significative concessioni territoriali in Asia Minore" se fosse entrata in guerra a sostegno della Serbia e avesse soddisfatto alcune delle richieste territoriali bulgare in Macedonia (Kavala, Drama e Chrysoupolis) in cambio dell'adesione bulgara alla causa degli Alleati. Venizelos sostenne la proposta, ma ancora una volta l'opinione di Metaxàs fu negativa e per le stesse ragioni: secondo Metaxàs era probabile che gli Austriaci sconfiggessero i Serbi prima che potesse essere completata la mobilitazione greca ed era altresì probabile che la Bulgaria fiancheggiasse le forze greche che combattevano contro gli Austriaci, mentre un intervento romeno non sarebbe stato decisivo; Metaxàs riteneva inoltre che, anche se la Bulgaria si fosse unita agli Alleati, non sarebbe stata comunque sufficiente per spostare l'equilibrio in Europa Centrale a favore degli Alleati. Pertanto raccomandò l'afflusso di quattro Corpi d'Armata alleati in Macedonia come forza minima necessaria per qualsiasi aiuto sostanziale ai Greci e ai Serbi. Inoltre, osservò che un'entrata in guerra greca avrebbe esposto ancora una volta le popolazioni greche dell'Asia Minore a rappresaglie. Venizelos respinse questo rapporto e raccomandò invece l'entrata in guerra in un memorandum al Re, a condizione che anche Bulgaria e Romania si fossero unite agli Alleati. La situazione cambiò quasi immediatamente quando si seppe di un cospicuo prestito tedesco alla Bulgaria e della conclusione di un accordo bulgaro-ottomano per il transito di materiale bellico attraverso la Bulgaria. Il 15 febbraio gli Alleati ribadirono le proprie richieste e offrirono l'invio di truppe anglo-francesi a Salonicco. Tuttavia il Governo greco rifiutò nuovamente, ribadendo che la sua decisione finale dipendeva sempre dalla posizione che avrebbe assunto la Romania, la quale, ancora una volta, si proclamò neutrale.

### La Campagna di Gallipoli e le prime dimissioni di Venizelos
Con tutto ciò, a febbraio del 1915 iniziò l'attacco alleato a Gallipoli, con i bombardamenti navali dei forti ottomani della regione. Venizelos decise di offrire un Corpo d'Armata e l'intera flotta greca per assistere gli Alleati, presentando un'offerta ufficiale il 1º marzo, nonostante le riserve del Re. Ciò provocò le dimissioni di Metaxàs, il giorno successivo, mentre le riunioni del Consiglio della Corona (il Re, Venizelos e gli ex Primi Ministri viventi) del 3 e del 5 marzo si rivelarono inconcludenti. Re Costantino decise di mantenere il paese neutrale, al che Venizelos presentò le proprie dimissioni, il 6 marzo. Questa volta furono accettate e fu sostituito da Dimitrios Gounaris, che formò il suo Governo il 10 marzo. Il 12 marzo il nuovo Governo comunicò agli Alleati la propria disponibilità a unirsi a loro, a determinate condizioni. Gli Alleati, tuttavia, si aspettavano una vittoria di Venizelos alle prossime elezioni e non avevano fretta di impegnarsi e così, il 12 aprile, risposero all'apertura di Gounaris offrendo, in termini vaghi, una compensazione territoriale nel Vilayet di Aidin. Niente di più concreto era possibile poiché nello stesso tempo gli Alleati stavano negoziando con l'Italia sulle sue richieste nella stessa zona, pur non facendo menzione dell'integrità territoriale della Grecia nei confronti della Bulgaria, poiché Venizelos si era già dimostrato disposto a sostenere la cessione di Kavala alla Bulgaria.
Il Partito Liberale vinse le elezioni del 12 giugno e Venizelos formò nuovamente un governo il 30 agosto, con la ferma intenzione di portare la Grecia in guerra a fianco degli Alleati. Nel frattempo, il 3 agosto, gli Inglesi chiesero formalmente, per conto degli Alleati, la cessione di Kavala alla Bulgaria, che fu respinta il 12 agosto, prima che Venizelos entrasse in carica.

## Neutralità compromessa: settembre 1915 - settembre 1916

### La mobilitazione di Grecia e Bulgaria e lo sbarco alleato a Salonicco

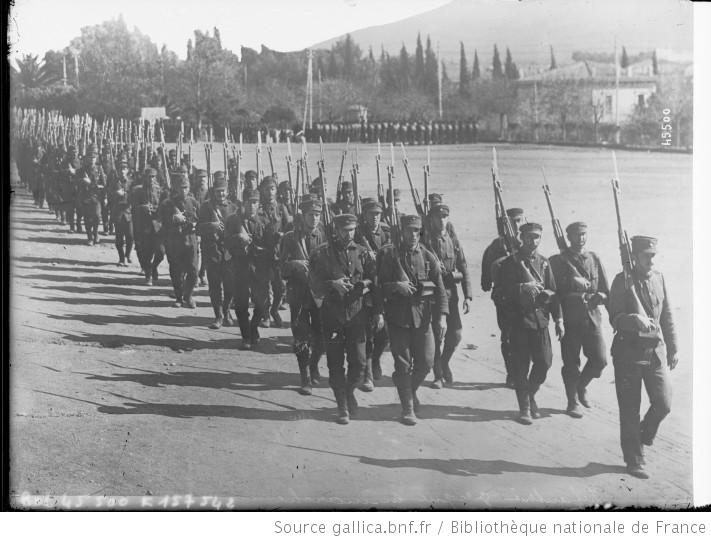
Mobilitazione dell'esercito greco, estate 1915

Il 6 settembre 1915 la Bulgaria firmò un trattato di alleanza con la Germania e pochi giorni dopo si mobilitò contro la Serbia. Venizelos ordinò una contromobilitazione greca il 23 settembre. 24 classi di leva furono chiamate alle armi, ma la mobilitazione procedette con numerose difficoltà e ritardi poiché mancavano le infrastrutture o addirittura i registri militari nelle aree recentemente annesse durante le Guerre Balcaniche. Alla fine furono mobilitati cinque Corpi d'Armata e 15 Divisioni di Fanteria, ma non c'erano ufficiali sufficienti per inquadrare tutte le unità. Inoltre i riservisti indugiavano a presentarsi ai distretti di reclutamento e c'era una generale mancanza di mezzi di trasporto per portarli alle loro unità. Alla fine, solo il III, IV e V Corpo furono riuniti in Macedonia, mentre le Divisioni del I e del II Corpo rimasero in gran parte indietro nella 'Vecchia Grecia'. Allo stesso modo, l'11ª Divisione di Fanteria del III Corpo rimase a Salonicco, invece di procedere verso le zone di radunata a ridosso del confine.
Poiché la probabilità di un'entrata in guerra della Bulgaria dalla parte degli Imperi Centrali incombeva sempre di più, i Serbi richiesero l'assistenza greca in virtù dei termini del trattato di alleanza. Ancora una volta, tuttavia, fu sollevata la questione dell'assistenza serba contro la Bulgaria intorno a Gevgelija: anche dopo la mobilitazione, la Grecia riuscì a radunare solo 160.000 uomini contro 300.000 Bulgari. Poiché i Serbi erano troppo in difficoltà per poter distaccare truppe in aiuto della Grecia, il 22 settembre Venizelos chiese agli Anglo-Francesi di assumere quel ruolo. Gli Alleati diedero una risposta favorevole il 24 settembre, ma non disponevano dei 150.000 uomini richiesti; di conseguenza il Re, lo Stato Maggiore dell'Esercito e gran parte dell'opposizione preferirono rimanere neutrali fino a quando gli Alleati non avessero potuto garantire un appoggio effettivo. Venizelos, comunque, chiese all'ambasciatore francese di inviare le truppe alleate a Salonicco il più rapidamente possibile, ma di preavvertire di 24 ore il Governo greco. La Grecia avrebbe presentato una denuncia formale per la violazione della propria neutralità, ma avrebbe poi accettato il fatto compiuto. Di conseguenza, alla 156ª Divisione francese e alla 10ª Divisione britannica fu ordinato di imbarcarsi da Gallipoli per Salonicco.
Gli Alleati non riuscirono però a informare Atene, portando a una tesa situazione di stallo. Quando le navi da guerra alleate arrivarono nel Golfo Termaico la mattina del 30 settembre, il Tenente Generale Konstantinos Moschòpoulos, Comandante del III Corpo d'Armata, ignaro delle manovre diplomatiche, rifiutò loro l'ingresso in attesa di istruzioni da Atene. Venizelos si indignò per il fatto che gli Alleati non lo avessero informato come concordato e si rifiutò di consentire loro lo sbarco. Dopo una giornata tesa, gli Alleati decisero di sospendere l'operazione fino a quando i diplomatici alleati non ne avessero discusso i piani ad Atene, con Venizelos. Alla fine, nella notte tra 1° e 2 ottobre, Venizelos diede il via libera allo sbarco, che iniziò la mattina stessa. Gli Alleati emisero un comunicato che giustificava il loro sbarco come misura necessaria per mettere in sicurezza le proprie linee di comunicazione con la Serbia, al quale il Governo greco rispose con una protesta formale, ma senza ulteriori azioni.

### Licenziamento di Venizelos, il governo Zaimis e il crollo della Serbia

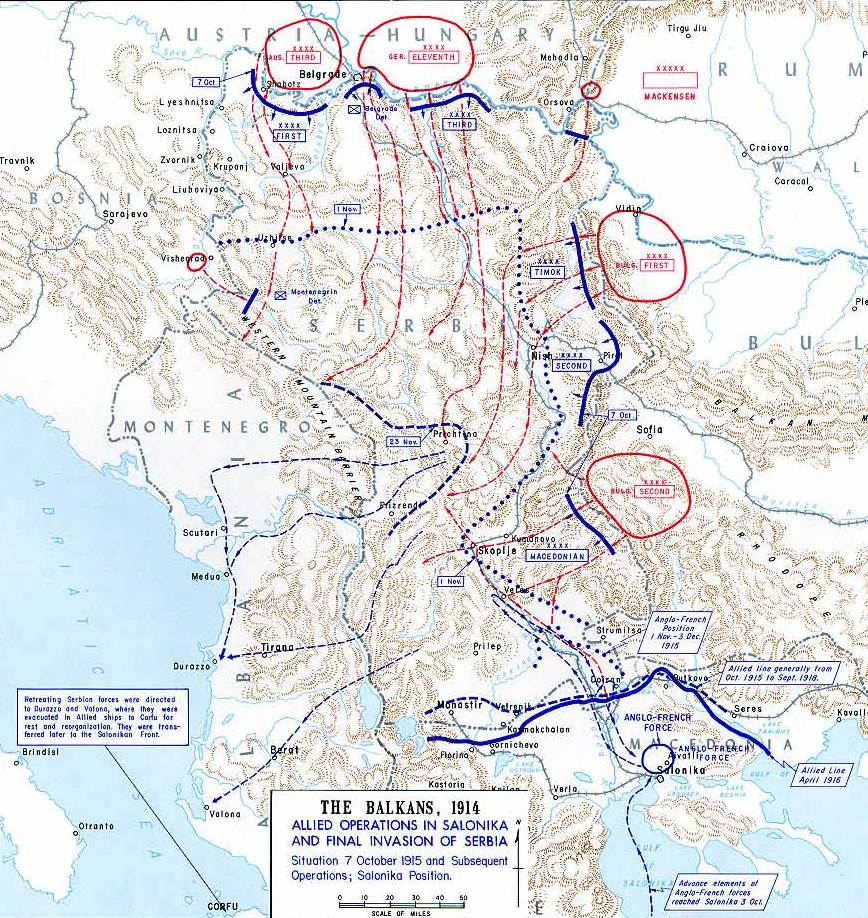
L'attacco bulgaro e il crollo della Serbia

A seguito di questo evento il 5 ottobre Venizelos presentò al Parlamento una mozione per la partecipazione alla guerra, ottenendo 152 voti a favore a 102 contrari. Il giorno successivo, tuttavia, il Re Costantino congedò Venizelos e invitò Alexandros Zaimis a formare un governo.  Zaimis era favorevolmente disposto nei confronti degli Alleati, ma la situazione militare era peggiore di qualche mese prima: i Serbi erano sul punto di cedere alla pressione austro-tedesca, la Romania rimaneva fermamente neutrale, la Bulgaria era sul punto di entrare in guerra dalla parte degli Imperi Centrali e gli Alleati avevano poche riserve per fornire un aiuto pratico alla Grecia. Quando il Colonnello di Stato Maggiore serbo Milan Milovanović visitò Atene per sondare le intenzioni del nuovo Governo, Metaxàs lo informò che se la Grecia avesse inviato due Corpi d'Armata in Serbia, la Macedonia Orientale sarebbe rimasta indifesa, cosicché la linea di comunicazione sia serba che greca sarebbe stata tagliata fuori dai Bulgari. Metaxàs propose invece un'offensiva congiunta contro la Bulgaria, con i Greci che avrebbero attaccato lungo le valli del Nestos e dello Strymonas, gli Alleati dalla valle del Vardar e con i Serbi che si sarebbero uniti alle operazioni; Milovanović informò però Metaxàs che la pressione sull'esercito serbo non consentiva di distrarre forze per tale operazione. Il 10 ottobre, il governo Zaimis informò ufficialmente la Serbia che non poteva venire in suo aiuto. Neppure l'offerta di Cipro da parte degli Inglesi del 16 ottobre fu sufficiente a modificare la posizione del nuovo Governo.
Il 7 ottobre infatti le forze austro-tedesche, al comando di August von Mackensen, iniziarono la loro offensiva decisiva contro la Serbia, seguita  il 14 ottobre da un attacco bulgaro senza dichiarazione di guerra. L'intervento bulgaro interruppe la ritirata serba verso la Grecia, costringendo i Serbi a ritirarsi attraverso l'Albania. Il Comandante designato francese a Salonicco, Maurice Sarrail, favorì un'operazione alleata su larga scala in Macedonia contro la Bulgaria, ma le forze disponibili erano poche; gli Inglesi in particolare erano restii a evacuare Gallipoli, mentre il Comandante in Capo francese, Joseph Joffre, era riluttante a distrarre forze dal Fronte Occidentale. Alla fine fu concordato di inviare 150.000 uomini sul "Fronte di Salonicco", per una parte Francesi, l'Armée d'Orient, comandata da Sarrail, con le Divisioni 156ª, 57ª e 122ª, e per l'altra Britannici, la British Salonika Force, guidata da Bryan Mahon, con i Corpi d'Armata XII e XVI e la 10ª Divisione.
Il 22 ottobre i Bulgari presero Skopje, isolando così i Serbi dalle forze alleate che si radunavano a Salonicco. Nel tentativo di collegarsi con i Serbi in ritirata, fra il 3 e il 13 novembre Sarrail sferrò un attacco contro Skopje, ma il Governo francese gli ordinò di fermare l'avanzata. Un attacco serbo del 20 fu respinto dai Bulgari e svanì così ogni speranza che essi si potessero unire alle forze di Sarrail. Di conseguenza, sebbene costantemente inseguiti, i resti dell'esercito serbo si ritirarono in Albania, con l'obiettivo di raggiungere le rive dell'Adriatico, mentre Sarrail ordinò alle proprie forze di ritirarsi a sud verso Salonicco, riattraversando la frontiera greca il 13 dicembre 1915. Mentre i Bulgari seguivano da vicino gli Alleati e li attaccavano durante la loro ritirata, vi era la preoccupazione che avrebbero semplicemente continuato oltre il confine. Le richieste di istruzioni del Tenente Generale Moschòpoulos ad Atene rimasero senza risposta, ma di sua iniziativa schierò il III Battaglione del 40° Reggimento (Euzoni) a copertura del confine con almeno una forza simbolica. In ogni caso, le forze degli Imperi Centrali si arrestarono al confine greco. Sebbene il Comandante austriaco Franz Conrad von Hötzendorf premesse per completare la vittoria in Serbia liberando l'Albania, cacciando gli Alleati da Salonicco, e costringendo la Grecia e la Romania ad entrare in guerra a fianco degli Imperi Centrali, l'Alto Comando tedesco, sotto Erich von Falkenhayn, era ansioso di terminare le operazioni in modo da concentrarsi sul suo piano di vincere la guerra di logoramento contro l'esercito francese nella Battaglia di Verdun.

### Il Governo Skouloudis e gli Alleati e la creazione del Fronte di Salonicco

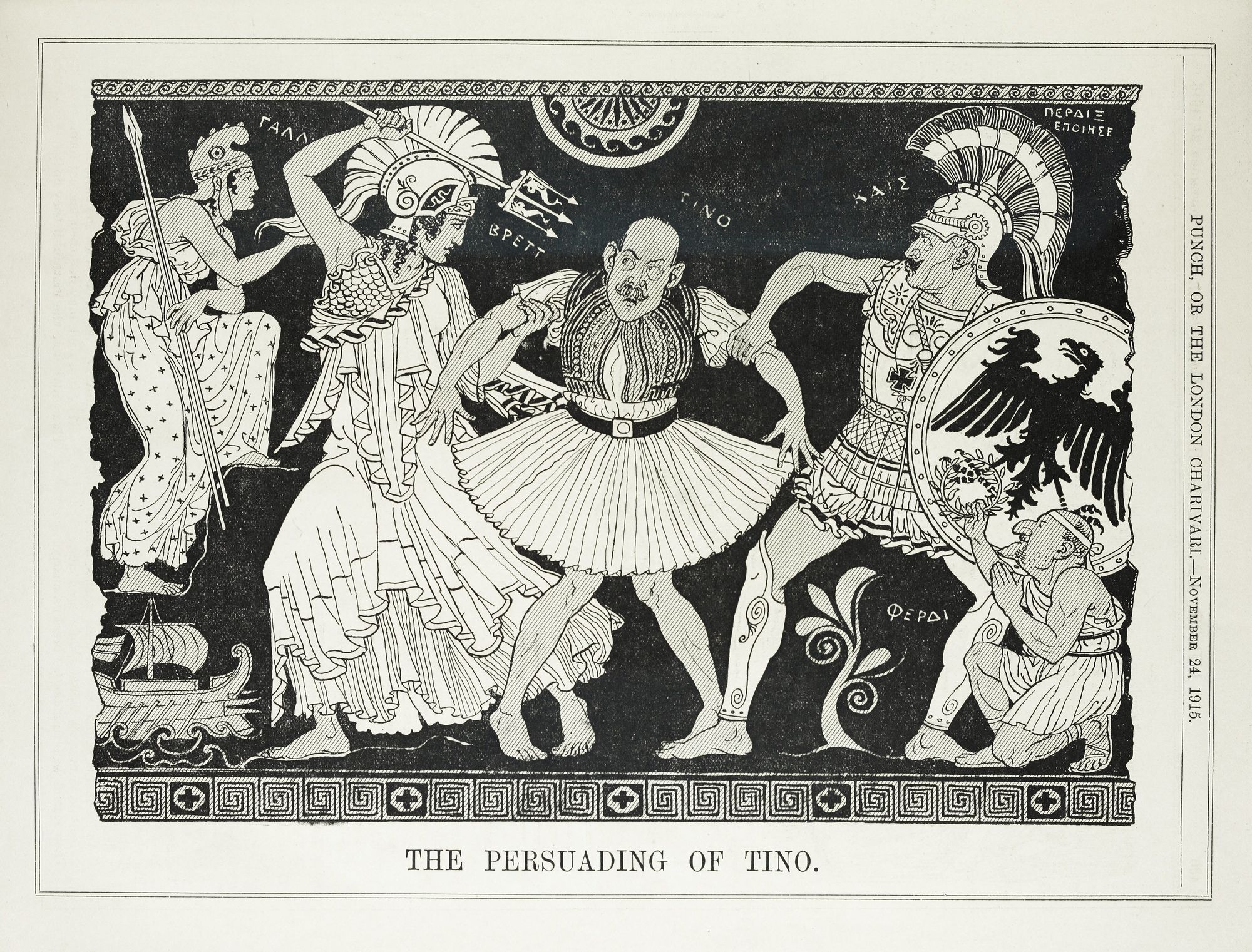
Il re Costantino ("Tino") è diviso tra la Britannia e la Marianne da un lato, e il Kaiser Guglielmo, assistito da Ferdinando di Bulgaria, dall'altro. Vignetta satirica nello stile di un antico vaso greco, pubblicata su Punch nel novembre 1915

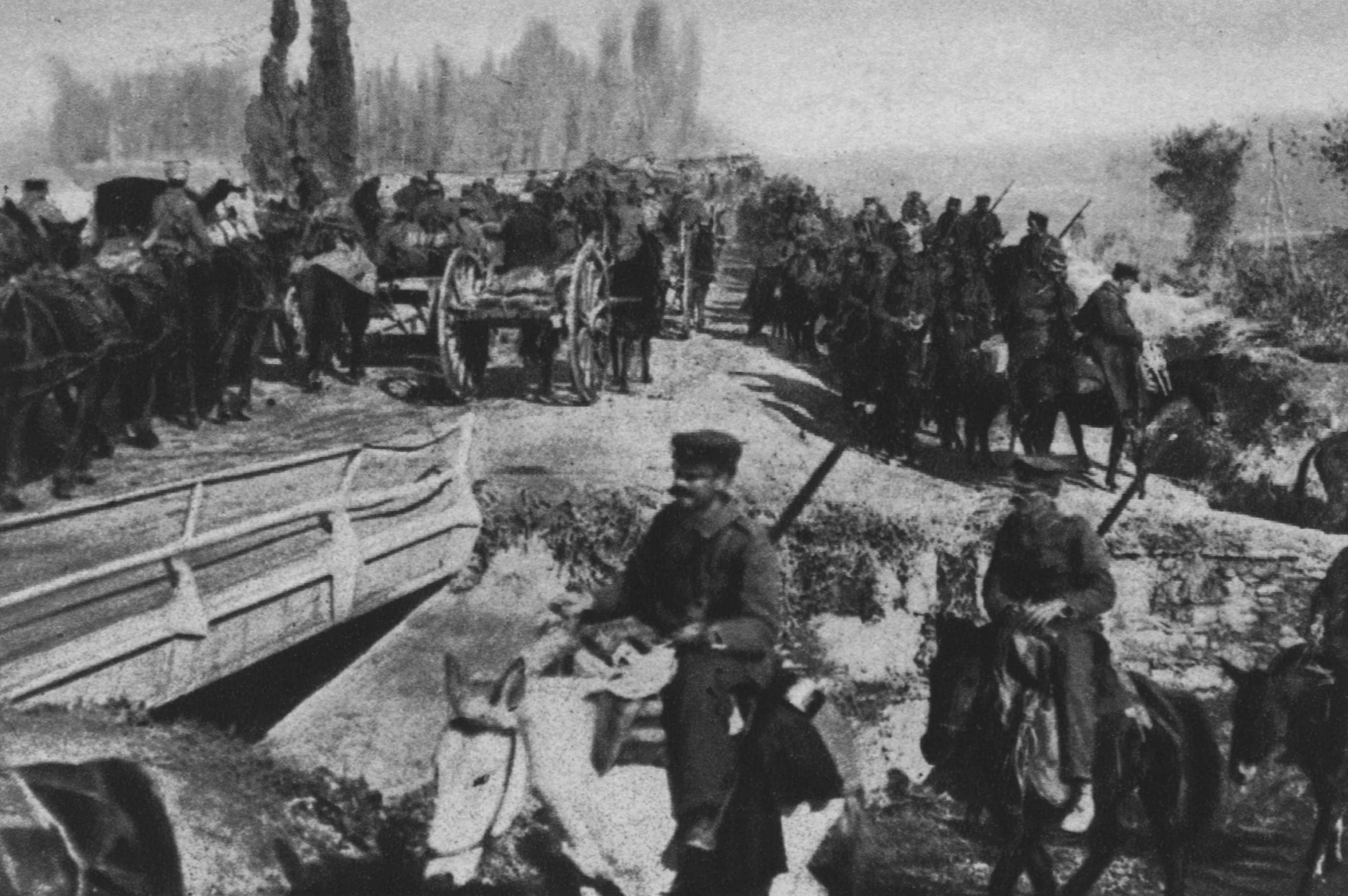
Una colonna francese (a sinistra) e una greca (a destra) in direzioni opposte, 6 novembre 1915

Nel frattempo la Grecia sprofondò ulteriormente nella crisi politica: nella notte tra il 3 e il 4 novembre 1915 il Governo Zaimis fu sfiduciato in Parlamento, in una sessione in cui si scontrarono il Ministro degli Affari Militari e un Deputato venizelista. Re Costantino nominò Stefanos Skouloudis nuovo Primo Ministro, con lo stesso Governo; il nuovo Primo Ministro assunse anche il portafoglio degli Esteri. L'11 novembre, peraltro, il Parlamento fu nuovamente sciolto e nuove elezioni furono fissate per il 19 dicembre successivo.
Il nuovo Governo subì pressioni da Germania e Austria per non consentire agli Alleati di ritirarsi in territorio greco, a cui Skouloudis rispose che la Grecia avrebbe attuato i termini delle Convenzioni dell'Aia, secondo cui le forze alleate dovevano essere disarmate una volta calcato il suolo greco. Ciò creò tumulto tra i governi alleati, che iniziarono a chiedere a gran voce l'evacuazione dell'esercito greco dalla Macedonia e l'occupazione di Milos e del Pireo da parte delle flotte alleate. Nel frattempo le navi mercantili greche furono trattenute nei porti alleati e un embargo non ufficiale fu imposto alla Grecia. Il 19 novembre il Governo greco informò gli Alleati che le loro forze non sarebbero state disarmate e che le forze greche in Macedonia erano lì per difendere la Grecia da un eventuale attacco bulgaro e non per interferire con gli Alleati. Tuttavia il 21 novembre gli Alleati occuparono Milos e due giorni dopo chiesero assicurazioni formali e categoriche che le loro forze avrebbero goduto libertà di movimento e di azione a Salonicco e nei suoi dintorni. Skouloudis accettò, ma due giorni dopo le richieste aumentarono e gli Alleati pretesero l'evacuazione dell'esercito greco da Salonicco, la messa a disposizione degli Alleati di tutte le strade e ferrovie in direzione della Serbia, il permesso di fortificare i dintorni di Salonicco e l'area della Calcidica e il transito incondizionato delle flotte alleate nelle acque greche.
In seguito ai negoziati del 9-10 dicembre a Salonicco tra Sarrail e Mahon da una parte e Moschòpoulos e il Tenente Colonnello Konstantinos Pallis dall'altra, fu raggiunto un compromesso: l'11ª Divisione greca sarebbe rimasta a Salonicco e la fortezza di Karabournou sarebbe rimasta in mano greca; dall'altra parte il Governo greco avrebbe promesso di non interferire con alcuna misura alleata per fortificare le posizioni e sarebbe rimasto neutrale nel caso in cui l'attività alleata avesse causato l'invasione del territorio greco da parte di una terza potenza. Gli Alleati si ritirarono da Milos, mentre il V Corpo d'Armata greco fu spostato ad est verso Nigrita, lasciando priva di truppe greche l'area tra Salonicco e il confine settentrionale della Grecia.
Questo spazio fu lasciato per essere difeso da tre Divisioni francesi e cinque britanniche, che nel dicembre 1915-gennaio 1916 si trincerarono in un ampio arco intorno a Salonicco, dal Golfo di Orfanos a est al fiume Vardar a ovest. La parte orientale di questo fronte era occupata dagli Inglesi e la terza parte occidentale dai Francesi. Il 16 gennaio 1916, Sarrail fu nominato Comandante in Capo degli Alleati in Macedonia. Il grosso delle forze greche nell'area si radunò nella Macedonia Orientale (IV Corpo d'Armata a est del fiume Strymonas, V Corpo nell'area di Nigrita e alcune unità di supporto del I e II Corpo intorno al Monte Vermion). Queste forze affrontarono la 1ª e la 2ª Armata bulgare.

### Richieste tedesche e usurpazioni della sovranità greca da parte degli Alleati
Da parte degli Imperi centrali, il 29 novembre 1915, Falkenhayn aveva pubblicamente minacciato che se la Grecia non avesse neutralizzatole forze alleate e serbe sul suo territorio, i tedeschi e i loro alleati avrebbero attraversato il confine e lo avrebbero fatto per loro. Il 10 dicembre il ministero degli Esteri tedesco reagì al nuovo accordo tra la Grecia e gli Alleati sui loro eserciti in Macedonia chiedendo gli stessi diritti di libera circolazione in territorio greco. A queste richieste, il governo greco rispose il 22 dicembre che non si sarebbe opposto attivamente a un'invasione del suo territorio da parte delle potenze centrali, secondo certe condizioni: che i bulgari non partecipassero o almeno fossero rimasti fuori dalle città, e che il comando delle operazioni fosse in mani tedesche; che la Bulgaria non presentasse richieste territoriali; che le forze degli Imperi centrali si sarebbero ritirate una volta raggiunti i loro obiettivi; e che le autorità greche fossero rimaste al loro posto.
Il 6 gennaio la Germania si dichiarò disposta a rispettare la sovranità greca, a condizione che l'esercito greco si ritirasse dalla zona di confine, con il suo grosso delle forze ritirandosi ad ovest dietro la linea Lago Prespa - Katerini, lasciando solo il V Corpo nell'area di Kavala, e che eventuali i tentativi di atterrare a Kavala o a Katerini dovevano essere respinti. In questo modo, la Macedonia sarebbe rimasta incontrastata per la lotta degli Alleati e degli Imperi centrali, mentre il resto della Grecia sarebbe rimasto neutrale. Alla fine di gennaio, il governo greco presentò agli Alleati una proposta sostanzialmente simile, sviluppata da Metaxas; mentre l'addetto militare britannico e Sarrail inizialmente lo accettarono, il governo francese decise di respingerlo, considerandolo come una trappola: l'evacuazione dell'area Nigrita- Drama avrebbe esposto il fianco alleato agli attacchi bulgari, mentre al contrario, la presenza dell'esercito greco a Katerini avrebbe coperto il fianco destro dei tedeschi. Inoltre, secondo i termini della proposta di Metaxas, gli Alleati avrebbero perso l'accesso ai porti di Katerini e Volos.
Mentre Atene cercava di mantenere un equilibrio tra le coalizioni in guerra e di difendere ciò che restava della neutralità del paese, gli Alleati imposero un embargo limitato sulle importazioni di carbone e grano e il 28 dicembre occuparono Lesbo per utilizzarla come base operativa. Lo stesso giorno, tre aerei tedeschi bombardarono le posizioni britanniche a Salonicco, dopo di che Sarrail arrestò tutti i consoli stranieri della città, detenendoli su una nave da guerra alleata. Le invasioni alleate della sovranità greca continuarono ad aumentare: il 10 gennaio 1916, gli ambasciatori alleati annunciarono che le truppe serbe sarebbero state traghettate dall'Albania all'isola greca di Corfù, che fu occupata dalle truppe francesi il giorno successivo. Per impedire una possibile avanzata bulgara, il 12 gennaio Sarrail ordinò di far saltare in aria diversi ponti ferroviari e il 28 gennaio le truppe francesi si impadronirono della fortezza di Karabournou per controllare l'ingresso nel Golfo Termaico. Entrambi i passi furono presi senza l'accordo delle autorità greche o addirittura senza consultare il generale Mahon, ma fecero infuriare l'opinione pubblica greca, che iniziò a rivoltarsi contro gli alleati.
L'intera serie di eventi dell'inverno 1915/1916 fu indicativa del disperato imbroglio giuridico e politico in cui si trovò il governo greco. Questo era ora saldamente nelle mani della fazione anti-venizelista, poiché Venizelos e i suoi sostenitori boicottarono le elezioni del 19 dicembre. La già tesa situazione politica in Grecia fu aggravata dalla propaganda attiva condotta dalle coalizioni in guerra, con gli Imperi centrali che alimentavano il risentimento per le azioni alleate dalla mano pesante e gli Alleati che esortavano la Grecia a schierarsi con loro contro i suoi tradizionali rivali, i bulgari e i turchi. Le potenze garanti originali di Grecia, Gran Bretagna, Francia e Russia rivendicavano inoltre il diritto di intervenire poiché il governo greco aveva violato sia l'alleanza con la Serbia che la costituzione greca con l'organizzazione di quelle che gli Alleati (e i Venizelisti) consideravano elezioni illegali.
La sfiducia tra Sarrail e il governo greco fu evidente il 23 febbraio quando visitò il re Costantino e Skouloudis per spiegare le sue azioni unilaterali in Macedonia. A quel tempo, 133.000 soldati serbi erano stati evacuati a Corfù. Oltre 3.000 morirono di dissenteria e tifo durante la loro permanenza sull'isola, ma furono anche riequipaggiati con armi francesi e formati in sei divisioni. Gli Alleati progettarono di trasferirli in Macedonia, e di conseguenza, il 5 aprile, chiesero che fossero trasferiti via nave a Patrasso e quindi via terra per ferrovia, via Atene e Larissa, a Salonicco. Skouloudis respinse con veemenza questa richiesta e ne seguì un'accesa lite con l'ambasciatore francese. La frattura tra i governi greco e alleato fu ulteriormente aggravata quando i francesi respinsero una richiesta di prestito di 150 milioni di franchi il 23 aprile; solo per Atene la Germania acconsentì invece a un prestito simile.

### Inizio delle ostilità in Macedonia e resa di Rupel
Negli eventi, l'esercito serbo fu spostato via nave in Macedonia, dove venne raggruppato in tre eserciti di campo. L'aggiunta dei 130.000 serbi diede agli alleati oltre 300.000 uomini in Macedonia, aumentando la prospettiva di un'offensiva alleata che avrebbe potuto trascinare la Romania in guerra a fianco degli alleati. Ciò fu ritardato poiché le richieste poste dalla battaglia di Verdun in corso sul fronte occidentale non consentivano il trasferimento di più truppe in Macedonia, ma al contrario, gli Alleati cercarono di legare le forze tedesche e austriache che avevano iniziato a ritirarsi in Macedonia. Di conseguenza, il 12 marzo 1916, le forze alleate uscirono dal campo di Salonicco e si avvicinarono alla frontiera greca, dove entrarono in contatto con le forze degli Imperi centrali.

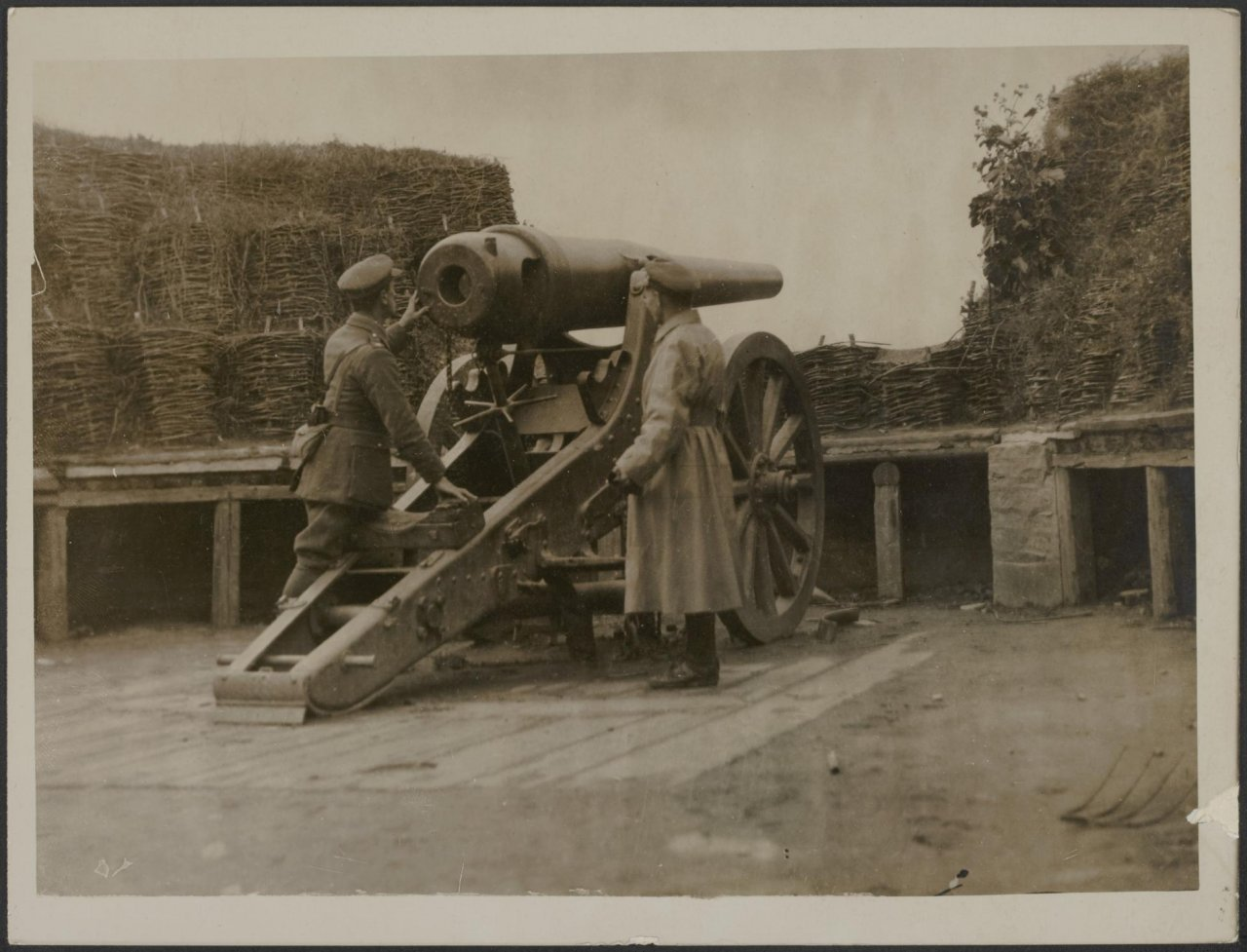
Un pesante cannone greco a Dova Tepe

Il 14 marzo Falkenhayn informò il governo greco che le truppe tedesco-bulgare sarebbero avanzate fino a Neo Petritsi. Il Ministero degli affari militari emanò immediatamente l'ordine di ritirare tutte le forze di copertura in modo da evitare il contatto con le forze tedesco-bulgare. Se quest'ultimo avesse preso di mira i forti greci, questi dovevano essere evacuati e il loro armamento distrutto. Tuttavia, il 10 maggio, questo ordine fu revocato poiché il governo temeva che i bulgari ne approfittassero unilateralmente e fu ordinato alle forze greche di opporsi con le armi a qualsiasi incursione di oltre 500 metri nel suolo greco.
Nello stesso giorno si verificarono due eventi di grande importanza. In primo luogo, i battaglioni francesi si impadronirono del forte greco di Dova Tepe, situato tra i laghi Doiran e Kerkini. La guarnigione non oppose resistenza, secondo le sue istruzioni. Sulla scia di ciò, le forze greche evacuarono l'area dal Vardar fino a Dova Tepe. Di conseguenza, le forze greche si trovarono in due concentrazioni ampiamente separate: V Corpo (8ª, 9ª, 15ª Divisione) e IV Corpo (5ª, 6ª, 7ª Divisione) nella Macedonia orientale, e III Corpo (10ª, 11ª, 12ª Divisione) e le forze greche in Tessaglia a ovest. In secondo luogo, i tedeschi notificarono ad Atene che volevano occupare il Passo di Rupel, a est del lago Kerkini, in risposta all'attraversamento del fiume Strymon (Struma) da parte degli Alleati. Il governo greco protestò che non fosse così, ma il 22 maggio 1916 i governi bulgaro e tedesco notificarono formalmente ad Atene la loro intenzione di occupare Rupel.
Il 26 maggio, la guarnigione della Fortezza di Rupel rilevò l'avvicinarsi di colonne tedesco-bulgare. Il suo comandante, il maggiore Ioannis Mavroudis, dopo aver informato i suoi superiori (6ª Divisione e Comando della Fortezza di Salonicco), informò i tedeschi in avvicinamento dei suoi ordini di resistenza. Il comandante della 6ª divisione, il generale maggiore Andreas Bairas, mobilitò le sue forze e impartì ordini di resistere a qualsiasi attacco, mentre informava Atene, IV Corpo, e notificando le forze alleate che erano avanzate fino al villaggio di Strymoniko (circa 40 km a sud) per eventuale assistenza. Nonostante i ripetuti avvertimenti che avrebbero resistito a qualsiasi tentativo di impadronirsi di Rupel e che Atene era stata informata, tre colonne tedesco-bulgare si mossero per catturare il monte Kerkini, il monte Angistro e il ponte sullo Strymon a Koula, finché Mavroudis ordinò ai suoi cannoni di aprire il fuoco su di loro. In seguito si fermarono e si ritirarono oltre il confine. Tuttavia, alle 15:05, arrivarono ordini da Atene che imponevano il ritiro delle forze di copertura greche senza resistenza. A Rupel, Mavroudis si rifiutò ancora di arrendersi al forte senza istruzioni esplicite, fino a quando Atene non autorizzasse il suo ritiro. Il forte si arrese e la guarnigione si ritirò il 27 maggio, consentendo alle forze tedesco-bulgare di accedere senza ostacoli alla valle di Strymon e alla Macedonia orientale.

### Legge marziale a Salonicco, smobilitazione greca e governo Zaimis
La resa di Rupel fu uno shock per l'opinione pubblica greca e un evento catalizzatore per i rapporti tra la Grecia e gli Alleati: il 3 giugno, mentre le autorità greche festeggiavano il compleanno di re Costantino a Salonicco, Sarrail impose la legge marziale in città, occupando la dogana, il telegrafo, gli uffici postali e le ferrovie, e imponendo un rigido regime di censura sulla stampa. Un certo numero di alti ufficiali greci, compresi i capi del comando Macedonia della Gendarmeria greca e la polizia della città, furono espulsi. Il tenente generale Moschopoulos assunse le loro posizioni, come alto rappresentante ufficiale del governo greco in città.
Inoltre, il 6 giugno, gli Alleati imposero un blocco formale, anche se parziale, contro la Grecia. Le navi greche potevano essere fermate e perquisite, mentre quelle nei porti alleati venivano trattenute in porto. I francesi presero anche il controllo del porto di Salonicco. Le proteste del governo greco, che si estendevano ai paesi neutrali, inclusi gli Stati Uniti, furono considerate dagli Alleati come un gesto ostile. I francesi svolsero un ruolo di primo piano in questi eventi, guidati da Sarrail e dall'ambasciatore Jean Guillemin, che premette nientemeno per il rovesciamento del re Costantino, mentre gli inglesi si opposero a tali misure estreme.
L'8 giugno, nel tentativo di ridurre l'onere finanziario per lo stato e placare i sospetti di Sarrail su una pugnalata alla schiena, Atene decise di avviare la smobilitazione dell'esercito greco: 12 classi più anziane furono smobilitate del tutto, mentre fu dato un congedo di due mesi a coloro che provenivano dalla Grecia meridionale. Ciò non bastò, e il 21 giugno gli ambasciatori alleati chiesero la completa smobilitazione dell'esercito, le dimissioni del governo e nuove elezioni. Informato in anticipo di queste richieste, Skouloudis si era già dimesso e il re Costantino incaricò il veterano politico Alexandros Zaimis di formare un governo e soddisfare le richieste degli Alleati. Furono indette le elezioni per l'8 ottobre, l'esercito venne smobilitato e furono anche sostituiti alcuni agenti di polizia di cui era stata richiesta la dimissione.
La completa accettazione delle richieste alleate da parte di Atene non impedì a Sarrail di tentare ulteriori provocazioni: a fine giugno, chiese di ricevere il comando della Gendarmeria greca nella sua zona operazionale; quando questo fu rifiutato, il generale francese chiese l'immediata partenza di tutte le forze greche da Salonicco prima di fare marcia indietro. A metà luglio, un giornale controllato dai francesi pubblicò articoli che insultavano il re e il corpo degli ufficiali greci. Il suo editore fu picchiato da ufficiali greci, che vennero poi arrestati da Moschopoulos, ma Sarrail, che affermò che si trattava di un insulto alla bandiera francese, e inviò un distaccamento armato per catturarli e processarli in una corte marziale francese. Il governo greco alla fine assicurò il loro ritorno e il regolare processo da parte delle autorità greche. Allo stesso tempo, anche i realisti iniziarono ad organizzarsi contro una potenziale minaccia al trono: ufficiali e soldati smobilitati furono organizzati nelle "Associazioni riserviste".

### Offensive degli Imperi Centrali e l'invasione bulgara della Macedonia orientale

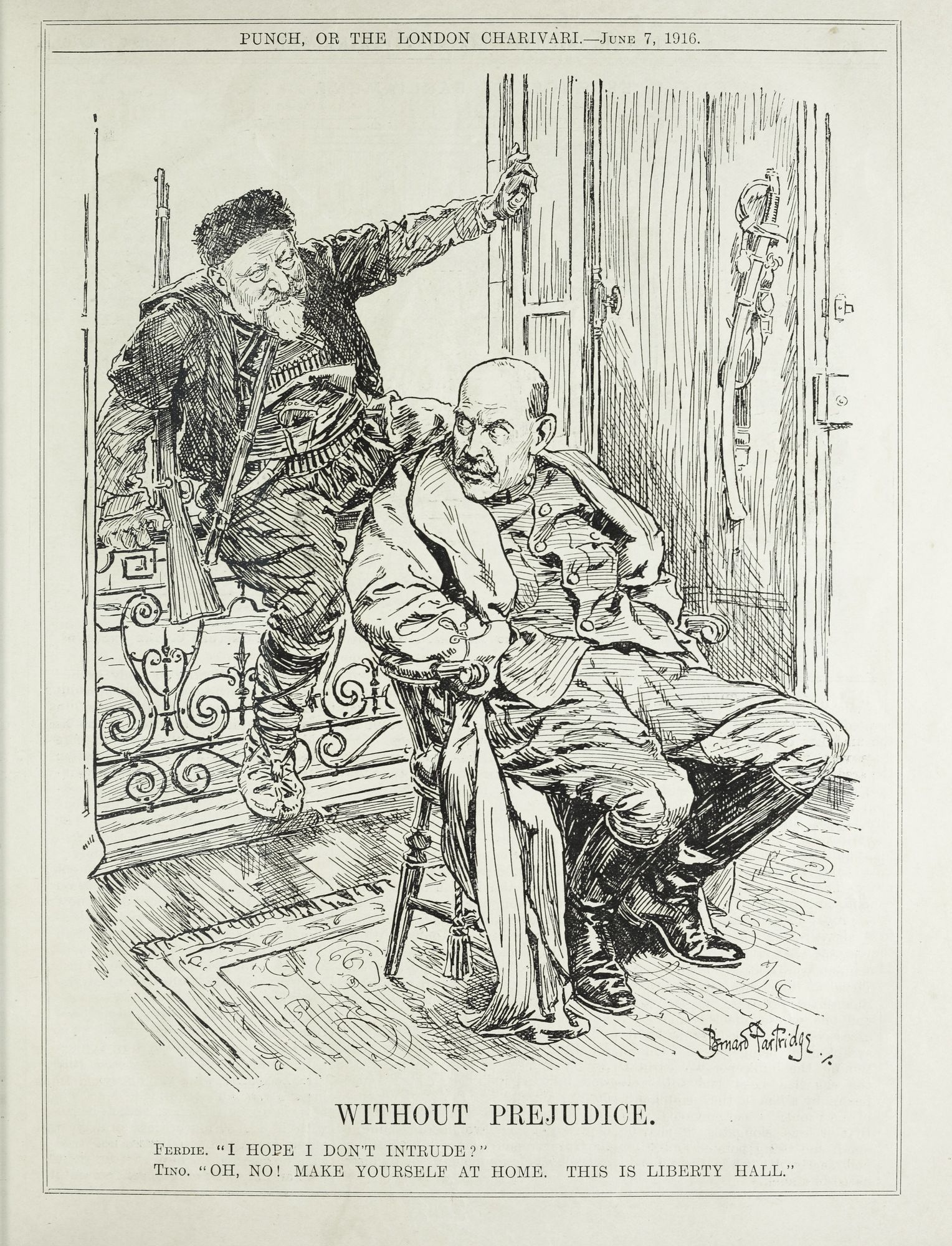
Illustrazione di un Pugno che castiga il re Costantino per la sua inerzia durante l'invasione bulgara della Macedonia, rappresentata dal re Ferdinando che entra dalla finestra.

L'offensiva alleata a lungo pianificata in quello che da quel momento era il fronte macedone era stata ritardata per il 20 agosto, ma il 17 agosto le forze tedesche e bulgare attaccarono le posizioni serbe a nord di Florina, che conquistarono nella stessa notte. L'avanzata degli Imperi centrali continuò ad ovest, dove si scontrarono non solo con i serbi intorno a Kajmakčalan, ma anche con il 18º reggimento di fanteria greco, così come nella Macedonia orientale, dove le forze bulgare attraversarono il fiume Nestos a Chrysoupolis e si avvicinarono a Kavala. Ciò portò anche gli alleati ad attraversare lo Strymon, ma i loro primi attacchi furono bloccati dai bulgari.
Il governo Zaimis, invece, offrì agli Alleati di entrare in guerra in cambio di un sostegno finanziario e di una garanzia sull'integrità territoriale del Paese. Non ricevette risposta, e, di conseguenza, il governo decise di non opporre resistenza all'avanzata bulgara nella Macedonia orientale, dove la posizione greca era precaria: in seguito alla smobilitazione, il IV Corpo rimase con c. 600 ufficiali e 8.500 uomini, guidati dal comandante della 7ª divisione, il colonnello Ioannis Hatzopoulos, mentre le fortificazioni dell'area della fortezza di Kavala non erano state completate. Il 15 agosto Atene ordinò al comando della Fortezza di Kavala di smantellare l'artiglieria e le mitragliatrici, mentre il 18 agosto fu dato ordine a tutti i comandi divisionali di evitare scontri e di ritirare le proprie unità nelle basi divisionali, e che le città, comprese Serres e Drama, dovevano essere abbandonate, se necessario, e le truppe disponibili si sarebbero ritirate a Kavala. Durante l'avanzata bulgara continuava, scoppiarono scontri sporadici in alcune località, e altrove le unità greche, come il 18º Reggimento e la 5ª Divisione, furono circondate e disarmate. Uno dopo l'altro, Hatzopoulos perse il contatto con le unità e i forti del IV Corpo, mentre le unità che potevano essere dirette a Kavala, accompagnate dalla popolazione civile, fuggirono dall'avanzata bulgara e dalle atrocità dei komitadji irregolari. Le richieste di Hatzopoulos di poter mobilitare le riserve e ricevere rinforzi dalla flotta furono respinte. Entro il 22 agosto, la Macedonia orientale era effettivamente sotto l'occupazione bulgara.
Il 23 agosto, gli Alleati annunciarono il blocco del porto di Kavala. Nello stesso giorno e in quello successivo, i bulgari circondarono la città e occuparono l'anello di fortezze intorno ad essa. La 5ª Divisione rimase a Drama, ma la 6ª Divisione, ad eccezione del 16º Reggimento (che rimase a Serres), riuscì a raggiungere Kavala il 4 settembre. Solo dopo il 27 agosto, attraverso l'intervento tedesco, fu consentito il rifornimento delle isolate guarnigioni greche, che portò anche all'allentamento del blocco alleato.

## Due governi greci: settembre 1916 - giugno 1917
Il 27 agosto la Romania entrò in guerra a fianco degli Alleati. L'evento mise a nudo l'approfondirsi dello "scisma nazionale" che stava travolgendo la società greca. Lo stesso giorno si tenne ad Atene un grande raduno venizelista, con Venizelos come oratore principale. Nel suo discorso, Venizelos accusò il re Costantino di sentimenti filo-tedeschi e annunciò pubblicamente che era costretto a opporsi a lui. Due giorni dopo, il 29 agosto, il campo antivenizelista e pro-neutrale tenne la propria manifestazione, dove gli ex primi ministri Gounaris, Rallis, Dragoumis, nonché il capo dei riservisti, denunciarono ferocemente Venizelos come agente di potenze straniere.

### L'insurrezione della Difesa Nazionale e la resa del IV Corpo
Già dalla fine del 1915, gli ufficiali venizelisti a Salonicco, guidati dal comandante della 10ª divisione Leonidas Paraskevopoulos, dal comandante dell'11ª divisione Emmanouil Zymvrakakis e dal tenente colonnello Konstantinos Mazarakis, e con l'incoraggiamento e il sostegno di Sarrail, erano stati coinvolti in una cospirazione per fomentare una rivolta tra le forze militari greche in Macedonia e guidarle in guerra contro la Bulgaria. Il 30 agosto, un "Comitato di difesa nazionale" (Ἐπιτροπή Ἐθνικής Ἀμύνης) annunciò la sua esistenza e indisse una rivolta. La rivolta ottenne l'appoggio della Gendarmeria, e di gran parte della popolazione, armata dai francesi e appoggiata da truppe francesi e autoblindo. Le unità militari greche regolari si dimostrarono per lo più fedeli al governo, ma il vice di Moschopoulos, il colonnello Nikolaos Trikoupis, cercò di evitare spargimenti di sangue e uno scontro diretto con gli Alleati. Al calar della notte del 31 agosto, i soldati greci si arresero e Trikoupis con gli ufficiali fedeli salì a bordo di un piroscafo francese diretto al Pireo.
Gli eventi di Salonicco fecero un effetto opposto nel sud della Grecia e gli ufficiali di ritorno ricevettero un'accoglienza da eroi. Anche Venizelos e molti dei suoi principali sostenitori lo condannarono come illegale e prematuro. Anche a Salonicco, l'instaurazione del nuovo regime, guidato da Zymvrakakis, si rivelò difficile, a causa della riluttanza del popolo e del corpo degli ufficiali a sostenerlo. Tuttavia, nel giro di pochi giorni furono raggiunti da altre rivolte guidate da politici locali a Chania, Herakleion e Samos; in tutti i casi, gli ufficiali lealisti furono espulsi e fu pretesa l'entrata in guerra della Grecia a fianco degli Alleati.

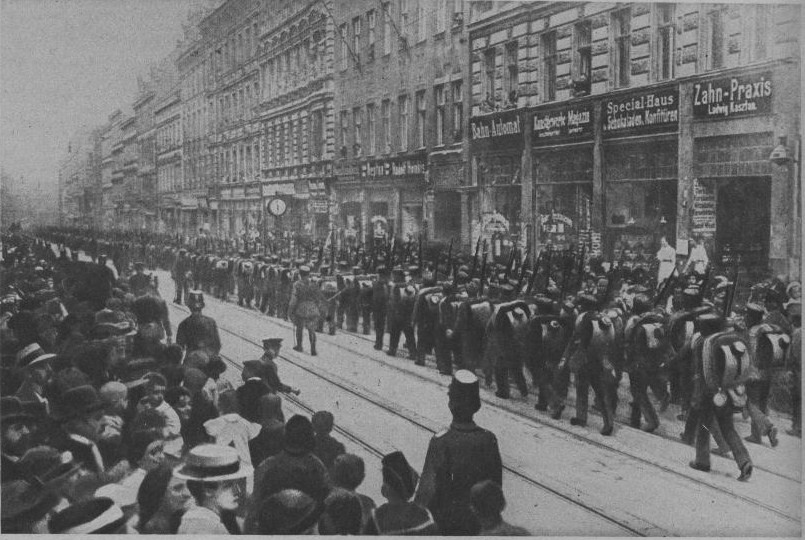
Gli uomini del IV Corpo marciano per le strade di Görlitz

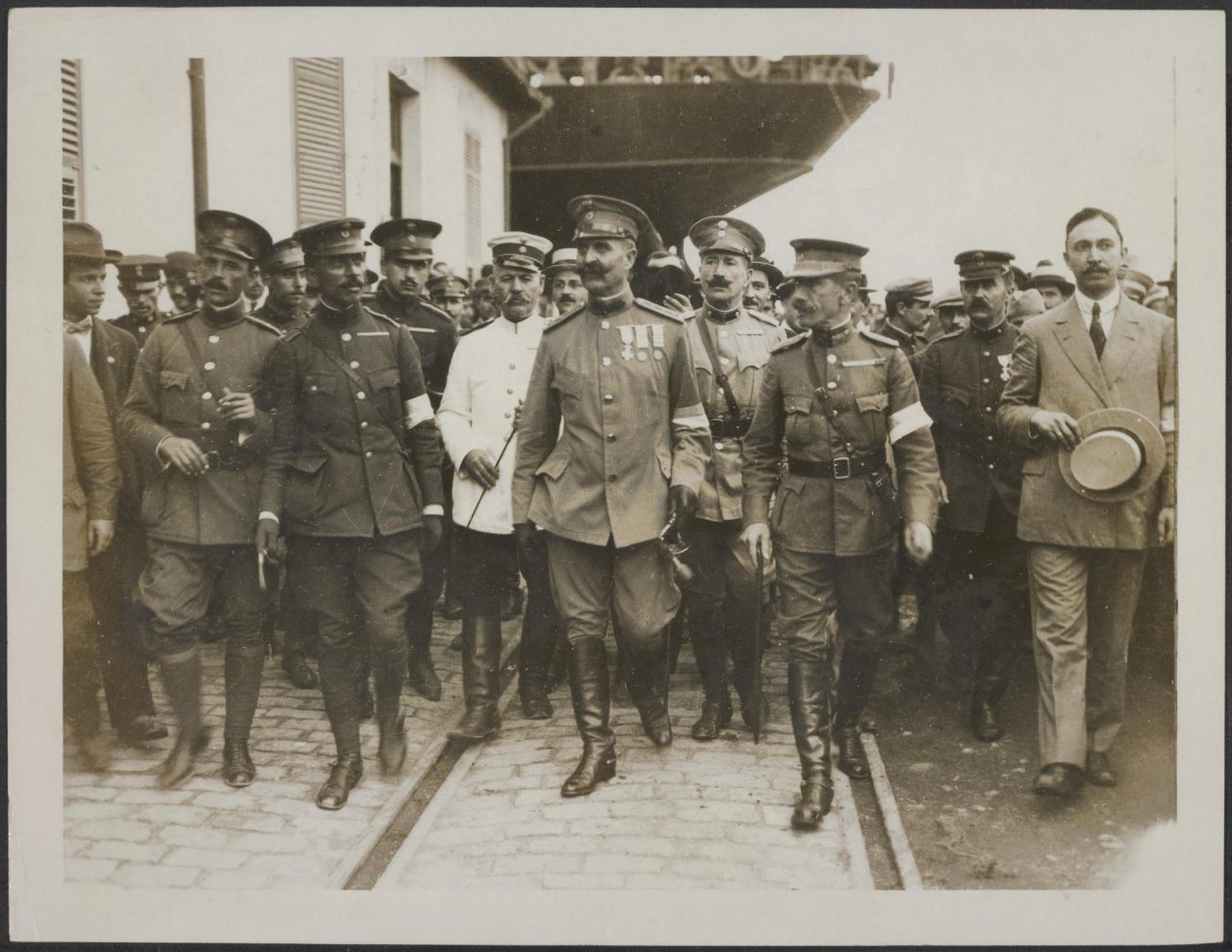
Il colonnello Christodoulou (al centro) è accolto a Salonicco dal maggiore generale Zymvrakakis (terzo da destra) e da altri membri della Difesa nazionale

Nella Macedonia orientale, i resti del IV Corpo erano ancora isolati l'uno dall'altro e circondati dalle forze bulgare. Gli ufficiali che erano partiti da Kavala per Salonicco furono rimandati indietro per sollecitare la 6ª Divisione ad unirsi alla rivolta: il 5 settembre, incontrarono il comandante di divisione, il colonnello Nikolaos Christodoulou, che accettò di imbarcare la sua unità su navi alleate e unirsi alla Difesa Nazionale a Salonicco. Il giorno successivo, i bulgari chiesero di occupare le alture a nord di Kavala, lasciando la città completamente indifesa. Il 9 settembre, Hatzopoulos sventò un tentativo di imbarcare le sue unità su navi alleate; solo una manciata salpò per Taso. Il giorno successivo, però, dovette affrontare le richieste tedesche di concentrare le sue forze nell'entroterra a Drama. Poiché ciò equivaleva a una cattura da parte dei bulgari, giocò per guadagnare tempo e propose che le sue forze fossero invece trasportate in Germania. Un consiglio di guerra dei suoi comandanti, tuttavia, decise di avvicinarsi agli Alleati con l'intenzione di trasferire le truppe nel sud della Grecia. Durante la stessa notte, l'imbarco riprese in grande disordine, ma quando lo stesso Hatzopoulos si avvicinò a una nave britannica, un rappresentante della Difesa Nazionale lo informò che il capitano della nave aveva promesso di sostenere il regime di Salonicco prima che potesse essere ammesso a bordo. Rifiutando, Hatzopoulos tornò a Kavala dove regnava il caos completo; coloro che potevano imbarcarsi lo fecero, le prigioni furono aperte e si verificarono diffusi saccheggi.
La mattina del giorno successivo, i tedeschi informarono Hatzopoulos che accettavano di trasferire il IV Corpo in Germania, dove sarebbero stati internati come "ospiti" piuttosto che come prigionieri di guerra, con le loro armi personali. Tuttavia, i tedeschi insistettero sul fatto che l'intera forza doveva spostarsi a nord e lasciare Kavala lo stesso giorno. Lo stesso giorno, il governo di Atene si rese finalmente conto che gli eventi a Kavala avevano preso una direzione contraria alle assicurazioni tedesche e bulgare. I suoi ordini di cercare l'imbarco con tutti i mezzi possibili, comprese le navi alleate, e di salvare quanti più uomini e materiali possibile, arrivarono a Kavala alle 21:00. Era troppo tardi; la maggior parte delle unità ancora sotto il comando di Hatzopoulos - oltre 400 ufficiali e 6.000 altri gradi - si stavano spostando a nord nel territorio tenuto dai bulgari, arrivando a Drama il 12 settembre. La maggior parte del materiale venne lasciata indietro e alla fine fu rilevata dai bulgari. Tra il 15 e il 27 settembre, Hatzopoulos e i suoi uomini furono trasferiti in treno a Görlitz in Germania, dove rimasero fino alla fine della guerra. Circa 2.000 uomini della 6ª Divisione, al comando del Col. Christodoulou, così come un battaglione del 2/21 reggimento cretese e il grosso del 7º reggimento artiglieria campale riuscirono a fuggire a Taso, dove Christodoulou riuscì a radunare la maggioranza per sostenere il Comitato di difesa nazionale. Il resto, inclusa la maggior parte del 7º reggimento di artiglieria da campo, rimase fedele al re e fu trasportato nel sud della Grecia. I cannoni e l'equipaggiamento del 7º reggimento di artiglieria da campo, tuttavia, furono intercettati en route da una nave da guerra francese e reindirizzati a Salonicco.
A Salonicco, il Comitato di Difesa Nazionale formò gli uomini di Christodoulou, insieme alle poche truppe che si unirono alla rivolta di Salonicco, nel "1º Battaglione di Difesa Nazionale", che fu inviato al fronte di Strymon il 28 settembre, mentre il governo di Atene, ordinò a tutte le sue forze di ritirarsi in Tessaglia. Il maggiore generale Paraskevopoulos fu nominato comandante del III Corpo (Moschopoulos era stato richiamato ad Atene per diventare capo del servizio di stato maggiore dell'esercito) per supervisionare l'operazione. Paraskevopoulos disobbedì e rimase a Katerini dove aveva sede il Reggimento 4/41 Evzone, con l'intenzione di unirsi alla Difesa Nazionale; allo stesso modo a Veroia insorsero ufficiali venizelisti che si dichiararono a favore del Comitato di Difesa Nazionale e contro il governo del re. L'occupazione bulgara della Macedonia orientale, accompagnata da notizie di atrocità, e la resa del IV Corpo, fece infuriare l'opinione pubblica greca, ma servì solo ad approfondire la sua divisione; la fazione pro-Venizelos considerava questo come un ulteriore incentivo per entrare in guerra dalla parte degli Alleati, mentre la parte pro-neutrale attribuiva la colpa alla presenza degli Alleati in Macedonia. Per quanto riguarda gli Alleati, consideravano l'intera sequenza degli affari un elaborato inganno messo in scena dal governo greco monarchico di concerto con gli Imperi centrali.

### Evacuazione greca dell'Epiro settentrionale, crollo della Romania e consolidamento del fronte macedone
L'avanzata bulgara nell'area di Florina fu invertita dopo l'offensiva alleata iniziata il 12 settembre, ma aveva portato a voci che si sarebbero uniti alle forze greche in Tessaglia per attaccare le forze alleate dalle retrovie. Data la forte sfiducia degli Alleati nei confronti di Atene, il governo italiano colse queste voci per sostenere l'espulsione delle forze greche dall'Albania meridionale. Quest'area, nota ai greci come l'Epiro settentrionale, era stata rivendicata dalla Grecia a causa della sua numerosa popolazione etnica greca e del fatto che era stata catturata durante le guerre balcaniche. Era stata assegnata all'Albania nel Trattato di Londra del 1913, ma l'esercito greco l'aveva rioccupata, con il consenso degli Alleati, alla fine del 1914; allo stesso tempo l'Italia aveva occupato l'area intorno al porto di Valona, per difendersi da un'invasione austriaca dell'Albania settentrionale. Le forze greche nell'area, la 16ª divisione sotto il V Corpo, erano state ridimensionate considerevolmente dopo la smobilitazione di giugno, e il suo comandante, il maggiore generale Georgios Mavrogiannis, non era in grado di offrire alcuna resistenza efficace. Tepelenë fu catturata dagli italiani il 30 agosto, e il resto dell'Epiro settentrionale seguì in ottobre: gli italiani sbarcarono a Saranda il 2 ottobre e occuparono la parte orientale della regione intorno ad Argirocastro, mentre i francesi occuparono la metà occidentale intorno a Coriza.
Durante l'autunno, la situazione militare nei Balcani si sviluppò rapidamente. Nel periodo settembre-dicembre, l'esercito rumeno fu sconfitto e quasi l'intero paese occupato dagli Imperi centrali. D'altra parte, gli Alleati ebbero alcuni successi sul fronte macedone, respingendo le forze bulgare in diversi punti, prima che il fronte si stabilizzasse durante l'inverno. Successivamente entrambe le parti si stabilirono in una guerra di trincea relativamente statica attraverso 350 km di larghezza davanti dalle montagne dell'Albania al fiume Strymon. L'armata alleata d'Oriente di Sarrail venne aumentata a 450.000 uomini durante lo stesso periodo; una forza multinazionale che comprendeva unità britanniche, francesi, serbe, italiane, russe e greche, era ostacolata dalle scarse linee di rifornimento e dalle complicazioni della politica alleata. D'altra parte, il fronte era tenuto in gran parte dall'esercito bulgaro, appoggiato da pochi battaglioni tedeschi e ottomani; l'alto comando tedesco si accontentava di seguire una posizione difensiva in Macedonia.

### Istituzione del Governo di Difesa Nazionale

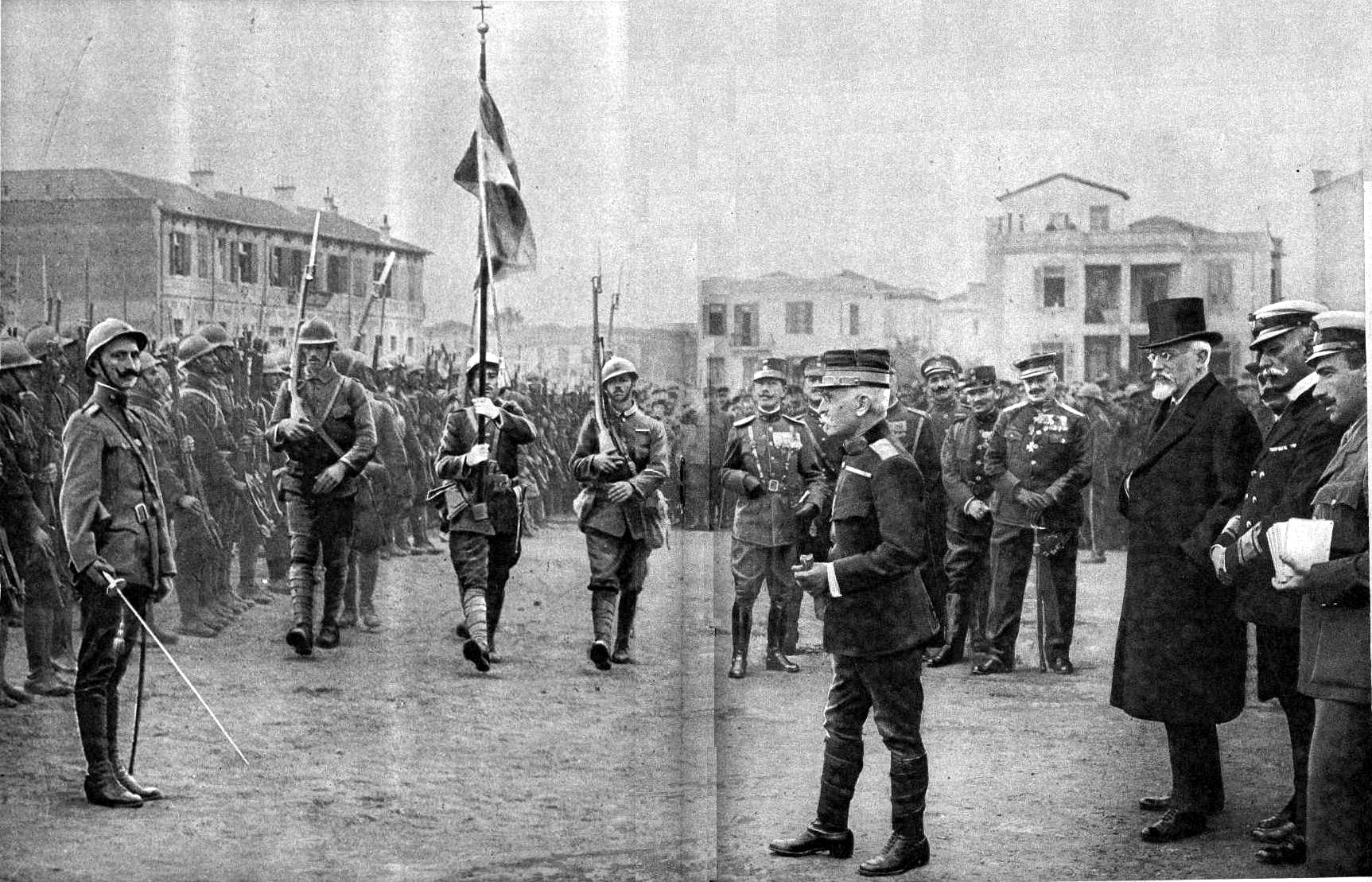
Il triumvirato del governo della Difesa Nazionale, Venizelos, il generale Panagiotis Danglis e l'ammiraglio Pavlos Kountouriotis, alla presentazione delle bandiere del reggimento per le prime unità issate dal regime rivoluzionario per combattere sul fronte macedone.

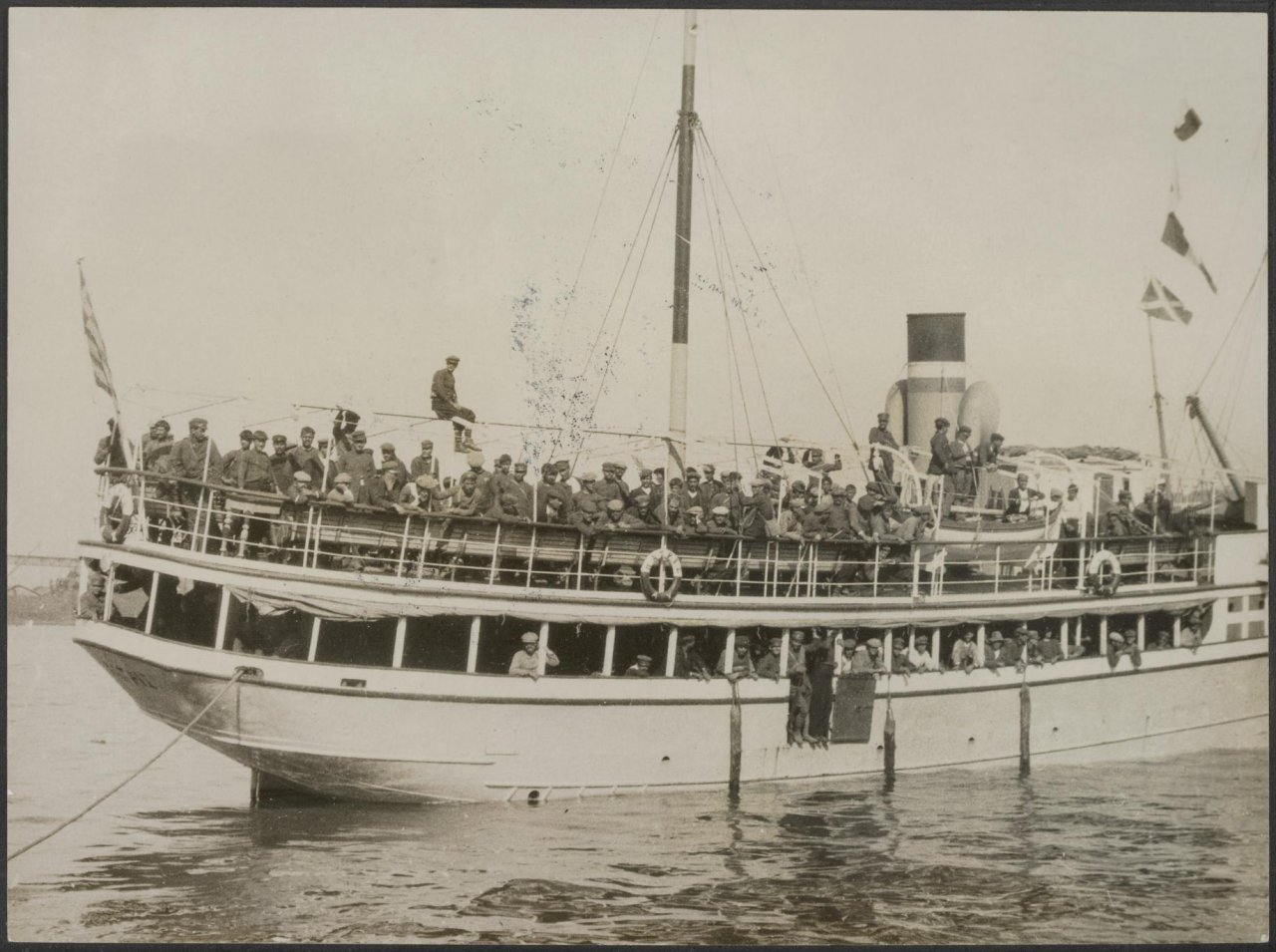
I volontari greci arrivano a Salonicco

Nonostante la Grecia rimanesse ufficialmente neutrale, nel settembre 1916 il paese era effettivamente un campo di battaglia nella guerra. I bulgari occuparono la Macedonia orientale, mentre i rapporti con gli alleati erano caratterizzati da profonda ostilità e sfiducia. Dopo ripetute chiamate da Salonicco, il 25 settembre, Venizelos, accompagnato da molti dei suoi seguaci, salpò per Chania nella sua isola natale di Creta, con l'intenzione di formare un governo rivoluzionario. Sebbene Venizelos avesse sottolineato che la sua iniziativa fosse al servizio della nazione, fu accolto con notevole interesse a Creta e nelle isole dell'Egeo orientale, che erano state sequestrate solo di recente durante le guerre balcaniche (quando Venizelos era stato primo ministro), ma trovò pochi sostenitori nella "Grecia antica", il territorio del regno precedente al 1912. Venizelos fu affiancato da due rispettate figure militari, l'ammiraglio Pavlos Kountouriotis e il tenente generale Panagiotis Danglis, nel cosiddetto "triumvirato" (τριανδρία). Insieme sbarcarono a Salonicco il 9 ottobre e formarono il Governo Provvisorio di Difesa Nazionale. Ben presto riconosciuto dagli Alleati, il nuovo regime dichiarò guerra alla Germania e alla Bulgaria rispettivamente il 23 e il 24 ottobre.
Gli sforzi dell'Intesa e dei venizelisti per persuadere il governo reale "ufficiale" di Atene ad abbandonare la sua neutralità e unirsi a loro fallirono, e le relazioni si interruppero irreparabilmente durante la Noemvriana, quando le truppe dell'Intesa e dei Venizelisti si scontrarono con i realisti nelle strade della capitale greca. Gli ufficiali realisti dell'esercito ellenico furono licenziati e le truppe furono arruolate per combattere sotto gli ufficiali venizelisti, come nel caso della Marina Reale Ellenica. Tuttavia, il re Costantino, che godeva della protezione dello zar russo come parente e collega monarca, non poté essere rimosso fino a quando la rivoluzione di febbraio in Russia non rimosse la monarchia russa. Nel giugno 1917, il re Costantino abdicò dal trono e il suo secondo figlio, Alessandro, salì al trono come re (nonostante i desideri della maggior parte dei venizelisti di dichiarare una repubblica). Venizelos assunse il controllo dell'intero paese, mentre i monarchici e altri oppositori politici di Venizelos furono esiliati o imprigionati. La Grecia, ormai unita sotto un unico governo, dichiarò ufficialmente guerra agli Imperi centrali il 30 giugno 1917 e alla fine avrebbe creato 10 divisioni per lo sforzo dell'Intesa, insieme alla Marina Reale Ellenica.

## La Grecia dalla parte degli Alleati, giugno 1917 - novembre 1918

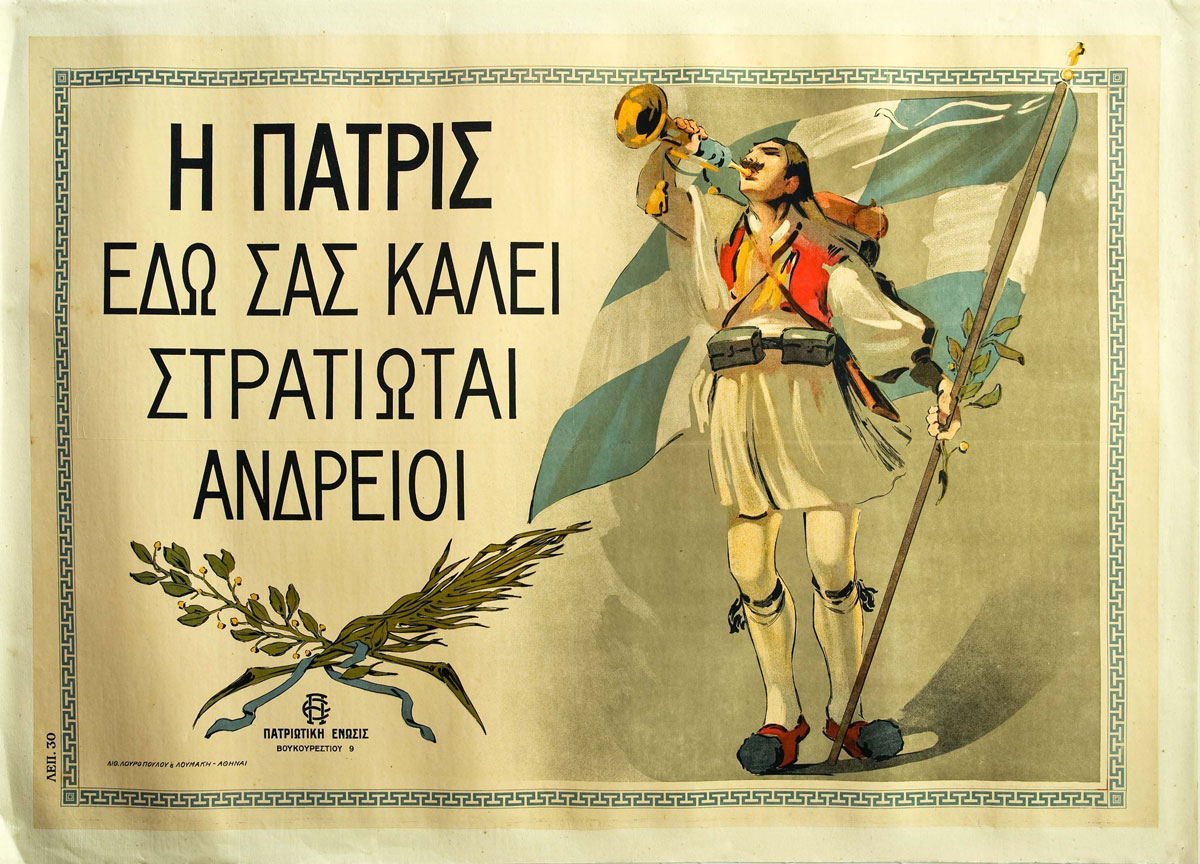
Manifesto della guerra greca
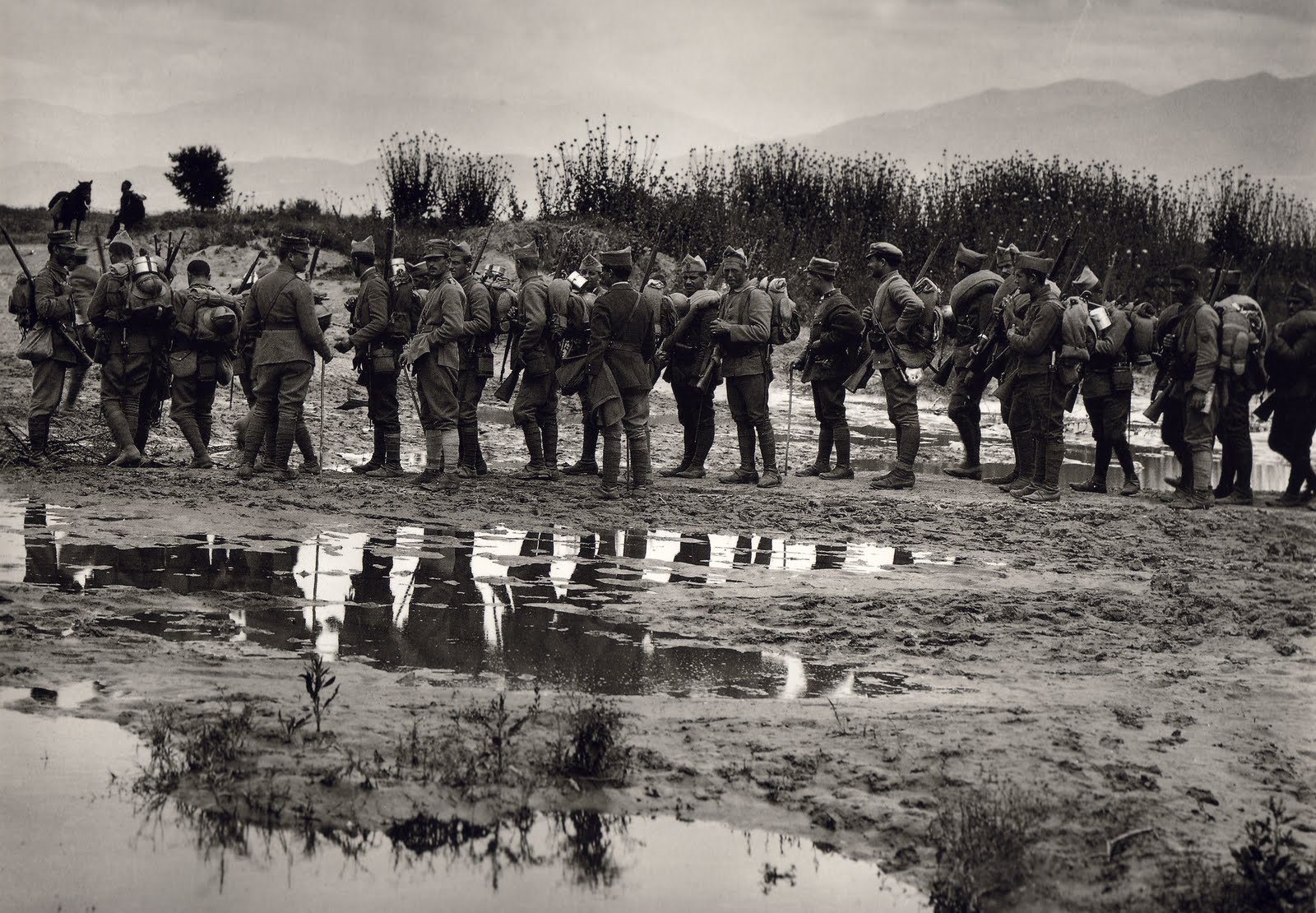
Esercito ellenico al fiume Strymon, 1917
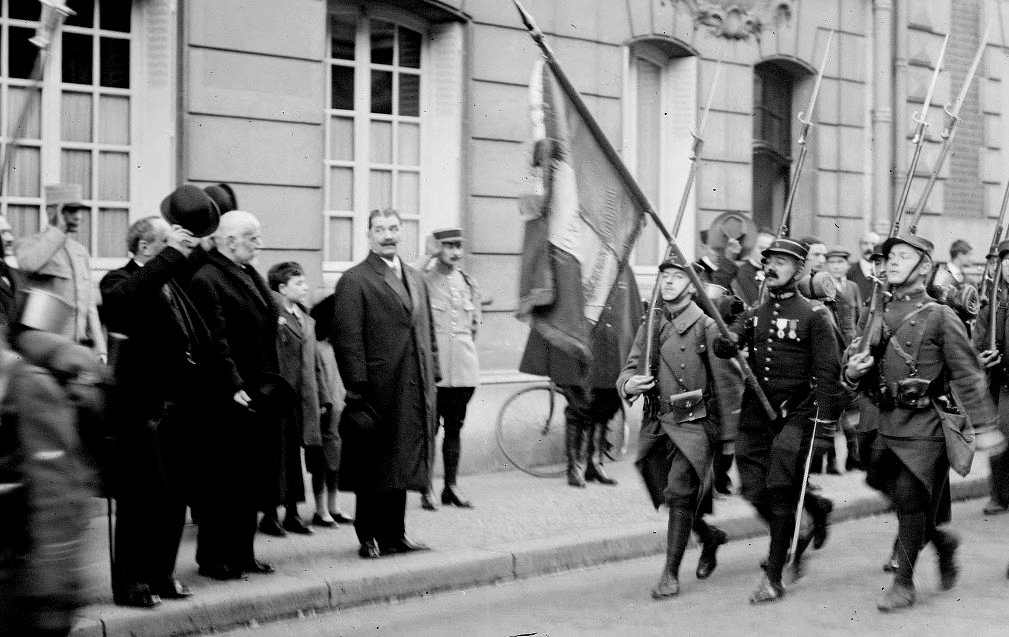
Il primo ministro Venizelos a Parigi durante la guerra (1917)
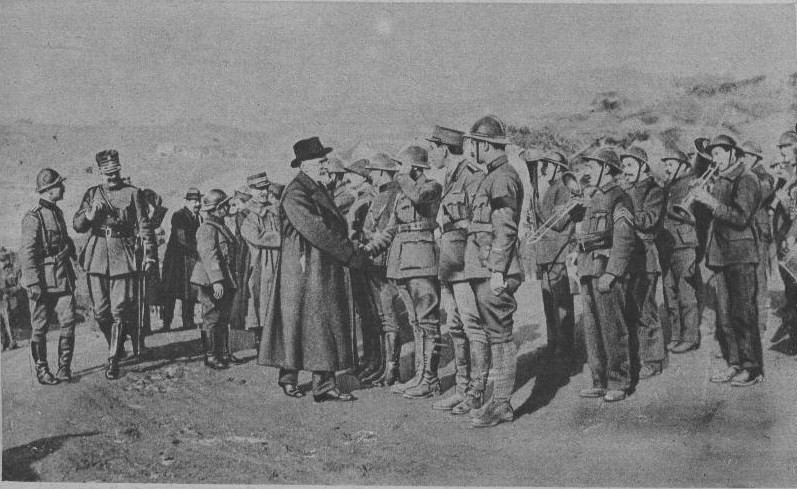
Venizelos ispeziona le unità al fronte macedone, 1918

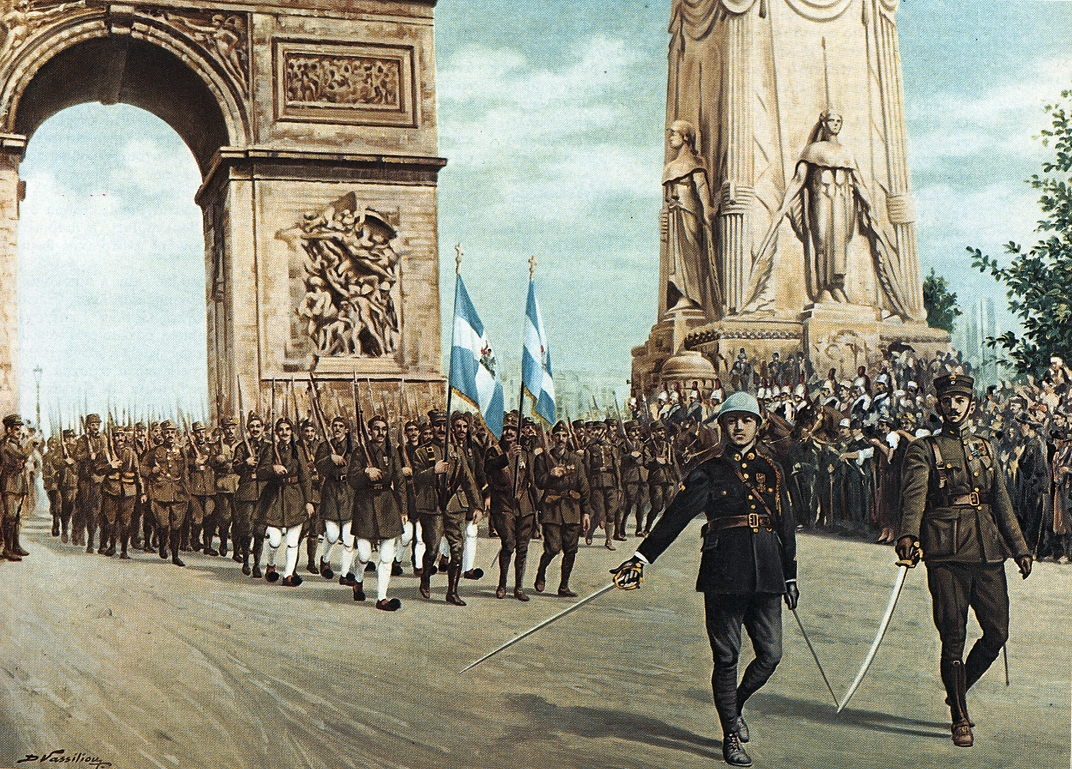
Formazione militare greca nella parata della vittoria della prima guerra mondiale nell'Arco di Trionfo, Parigi. luglio 1919.

Il fronte macedone rimase per lo più stabile durante la guerra. Nel maggio 1918, le forze greche attaccarono le forze bulgare e le sconfissero nella battaglia di Skra-di-Legen il 30 maggio 1918. Più tardi, nel 1918, le forze alleate guidarono la loro offensiva dalla Grecia nella Serbia occupata. Nel settembre di quell'anno, le forze alleate (truppe francesi, greche, serbe, italiane e britanniche), sotto il comando del generale francese Louis Franchet d'Espèrey, sfondarono le forze tedesche, austro-ungariche e bulgare lungo il fronte macedone. La Bulgaria in seguito firmò l'armistizio di Salonicco con gli Alleati a Salonicco il 29 settembre 1918. Entro ottobre, gli Alleati, compresi i greci sotto il generale francese Louis Franchet d'Espèrey, avevano ripreso tutta la Serbia ed era pronti ad invadere l'Ungheria fino a quando le autorità ungheresi non avessero offerto la resa.
L'esercito greco subì circa 5.000 morti dalle loro nove divisioni che parteciparono alla guerra.

## Dopo la guerra
Quando la Grecia emerse vittoriosa dalla prima guerra mondiale, fu ricompensata con acquisizioni territoriali, in particolare la Tracia occidentale (Trattato di Neuilly-sur-Seine) e la Tracia orientale e l'area di Smirne (Trattato di Sèvres). I guadagni greci furono in gran parte annullati dalla successiva guerra greco-turca del 1919-1922.